# Olympische Winterspiele 2010/Skeleton

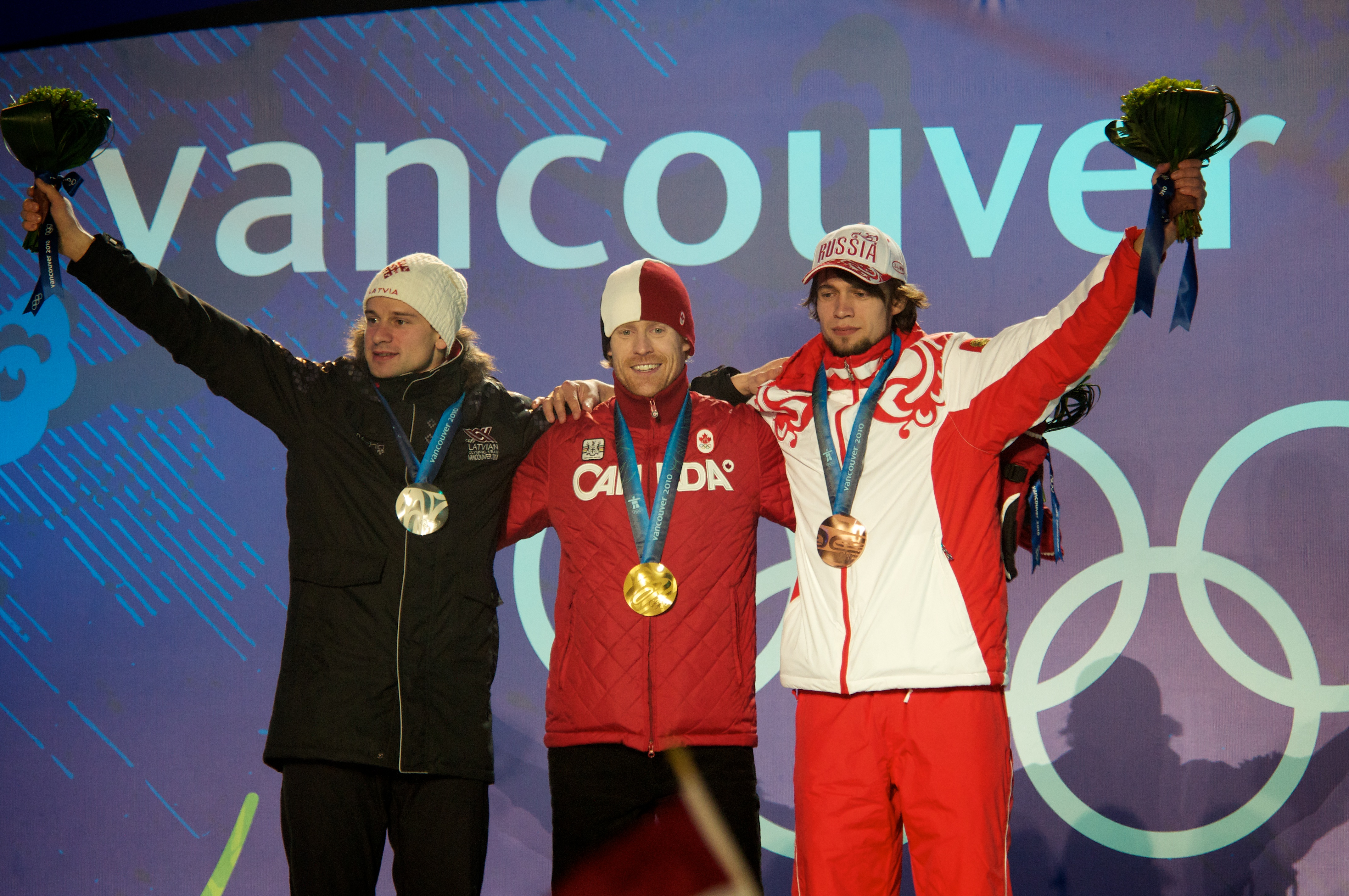
Medaillengewinner, v.l.: Martins Dukurs, Jon Montgomery, Alexander Tretjakow

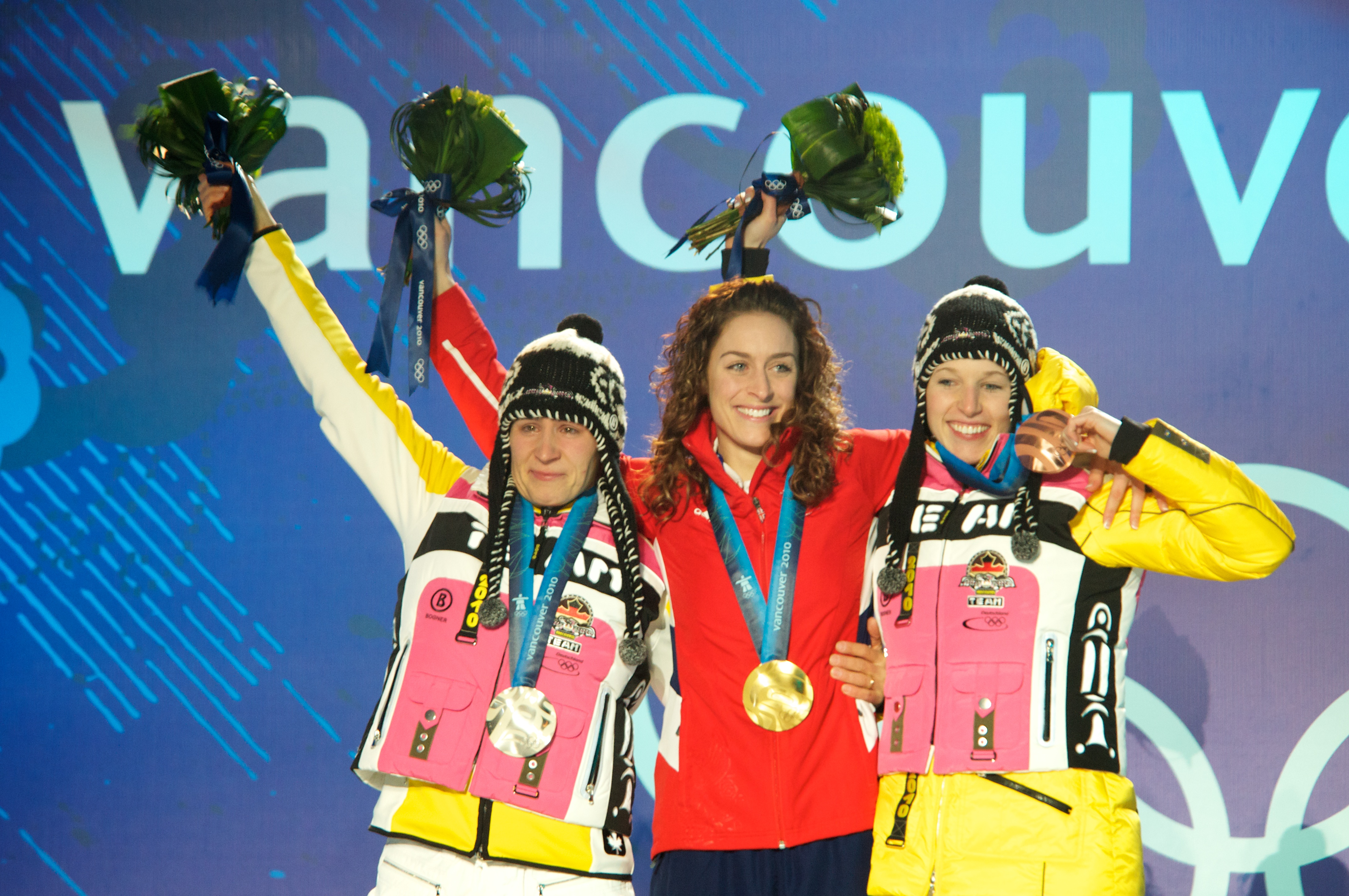
Medaillengewinnerinnen, v.l.: Kerstin Szymkowiak, Amy Williams, Anja Huber

Bei den XXI. Olympischen Winterspielen 2010 in Vancouver fanden zwei Wettbewerbe im Skeleton statt. Die Entscheidungen fielen in je einem Männer- und Frauenwettbewerb, die beide zum ersten Mal in vier Durchgängen ausgetragen wurden. Austragungsort war das Whistler Sliding Centre im Tal des Fitzsimmons Creek bei Whistler. Auf der 1395 Meter langen Bahn mit 16 Kurven wurden Höchstgeschwindigkeiten von bis zu 140 km/h erreicht.
Die ersten beiden Wertungsdurchgänge fanden am 18. Februar statt, die zwei abschließenden einen Tag darauf. Olympiasieger wurden der Kanadier Jon Montgomery sowie die Britin Amy Williams, die damit beide ihre ersten internationalen Titel bei Großereignissen erreichten. Einzige Nation, deren Sportler zwei Medaillen gewannen, war Deutschland; Kerstin Szymkowiak sowie Anja Huber sicherten sich im Frauenwettkampf Silber und Bronze und damit die ersten Skeleton-Medaillen überhaupt für ihr Land.

## Bilanz

### Medaillenspiegel
| Platz | Land                   | Gold | Silber | Bronze | Gesamt |
| ----- | ---------------------- | ---- | ------ | ------ | ------ |
| 1     | Kanada                 | 1    | –      | –      | 1      |
| 1     | Vereinigtes Königreich | 1    | –      | –      | 1      |
| 3     | Deutschland            | –    | 1      | 1      | 2      |
| 4     | Lettland               | –    | 1      | –      | 1      |
| 5     | Russland               | –    | –      | 1      | 1      |

### Medaillengewinner
| Konkurrenz | Gold           | Silber             | Bronze              |
| ---------- | -------------- | ------------------ | ------------------- |
| Männer     | Jon Montgomery | Martins Dukurs     | Alexander Tretjakow |
| Frauen     | Amy Williams   | Kerstin Szymkowiak | Anja Huber          |

## Vorfeld

### Qualifikationsmodus und nominierte Athleten

Das Logo des internationalen Dachverbandes, der FIBT

Wie auch in anderen olympischen Disziplinen bestimmten der internationale Dachverband FIBT und die Nationalen Olympischen Komitees der betreffenden Länder gemeinsam, welche Athleten bei den Olympischen Spielen an den Start gehen würden. Die FIBT erstellte sowohl für die Männer als auch für die Frauen eine Liste mit allen potenziell qualifizierten Skeletonpiloten. Die Entscheidung über die Nominierung einzelner Sportler lag dann bei den Komitees. Einige Athleten, die sich dank guter Ergebnisse in der Saison grundsätzlich Startrecht bei Olympia gesichert hatten, erhielten so doch nicht diese Chance, da sie die länderspezifischen Normen nicht erfüllt hatten oder nicht zu den besten Sportlern ihres Landes zählten.
Die Qualifikationsphase endete am 17. Januar 2010 mit dem Weltcup in St. Moritz. Anschließend veröffentlichte die FIBT eine Weltrangliste, die alle von ihr offiziell ausgerichteten Ereignisse berücksichtigte. Neben den – stärker gewichteten – Weltcuprennen gingen so auch Wettkämpfe aus dem Europacup, dem Intercontinentalcup sowie dem America’s Cup in die Wertung ein. Alle Sportler, die unter den besten 60 in der Männerliste beziehungsweise unter den besten 45 in der Frauenliste platziert waren, konnten nun theoretisch von ihren jeweiligen Landeskomitees für die Olympischen Spiele nominiert werden. Da das olympische Starterfeld jedoch auf 30 Männer und 20 Frauen beschränkt worden war und damit auch schwächere Länder die Möglichkeit zu Nominierungen besaßen, erhielt jedes Land bestimmte Vorgaben, wie viele Athleten es maximal entsenden dürfte. Die höchste Anzahl lag bei drei Athleten, so viele Starter durften nur die besten drei Nationen bei den Männern und die besten zwei Länder bei den Frauen nominieren. Ohne diese Beschränkung hätten sich beispielsweise zwölf Kanadierinnen und sieben Deutsche qualifiziert. Dadurch verloren jedoch auch etliche Athleten ihr Teilnahmerecht, die von den gezeigten Leistungen besser abgeschnitten hatten als die nominierten. Dies traf beispielsweise auf die viertbeste und damit nicht nominierte Deutsche Kathleen Lorenz zu, die als Fünfzehnte in der Weltrangliste deutlich besser platziert war als die Italienerin Costanza Zanoletti, die als beste Athletin ihres Landes starten durfte.
In der folgenden aufklappbaren Tabelle werden alle Athleten genannt, die sich für die Olympischen Winterspiele qualifiziert haben, also unter den besten 60 in der Männerweltrangliste oder unter den besten 45 in der Frauenweltrangliste standen. Nicht erwähnt werden die Fahrer, die keine Nominierungschance besaßen, da sie nicht zu den besten zwei oder drei Sportlern ihres Landes gehörten. Daher ergeben sich in der ersten Spalte Position, die die Platzierung in der Weltrangliste darstellt, teils größere Lücken. Mit grauem Hintergrund sind Sportler markiert, denen die von der FIBT vorgegebene Qualifikation gelang, die aber die vom jeweiligen NOK gesetzte Norm nicht erfüllen konnten und so nicht bei Olympia starteten. Weiteres dazu findet sich im Text unterhalb der Tabelle.

| Pos. | Name                  | Land | Punkte |
| ---- | --------------------- | ---- | ------ |
| 01   | Martins Dukurs        | LAT  | 1469   |
| 02   | Sandro Stielicke      | GER  | 1270   |
| 03   | Frank Rommel          | GER  | 1256   |
| 04   | Jon Montgomery        | CAN  | 1161   |
| 05   | Tomass Dukurs         | LAT  | 1160   |
| 06   | Kristan Bromley       | GBR  | 1146   |
| 07   | Eric Bernotas         | USA  | 1137   |
| 08   | Mirsad Halilovic      | GER  | 1129   |
| 09   | Alexander Tretjakow   | RUS  | 1098   |
| 10   | Jeff Pain             | CAN  | 1080   |
| 11   | Zach Lund             | USA  | 0936   |
| 12   | Michael Douglas       | CAN  | 0904   |
| 13   | Chris Type            | GBR  | 0870   |
| 14   | Ben Sandford          | NZL  | 0866   |
| 15   | John Daly             | USA  | 0848   |
| 17   | Adam Pengilly         | GBR  | 0787   |
| 18   | Matthias Guggenberger | AUT  | 0781   |
| 21   | Sergei Tschudinow     | RUS  | 0748   |
| 22   | Daniel Mächler        | SUI  | 0735   |
| 28   | Grégory Saint-Géniès  | FRA  | 0592   |
| 30   | Pascal Oswald         | SUI  | 0584   |
| 31   | Kazuhiro Koshi        | JPN  | 0584   |
| 32   | Anže Šetina           | SLO  | 0546   |
| 35   | Hiroyuki Bamba        | JPN  | 0465   |
| 36   | Markus Penz           | AUT  | 0451   |
| 42   | Peter van Wees        | NED  | 0391   |
| 43   | Shinsuke Tayama       | JPN  | 0387   |
| 44   | Iain Roberts          | NZL  | 0375   |
| 46   | Anthony Deane         | AUS  | 0360   |
| 48   | Patrick Shannon       | IRL  | 0337   |
| 52   | Cho In-ho             | KOR  | 0308   |
| 54   | Ander Mirambell       | ESP  | 0285   |
| 57   | Nicola Drocco         | ITA  | 0270   |

| Pos. | Name                  | Land | Punkte |
| ---- | --------------------- | ---- | ------ |
| 01   | Mellisa Hollingsworth | CAN  | 1446   |
| 02   | Shelley Rudman        | GBR  | 1412   |
| 03   | Kerstin Szymkowiak    | GER  | 1364   |
| 04   | Marion Trott          | GER  | 1292   |
| 05   | Amy Williams          | GBR  | 1168   |
| 06   | Noelle Pikus-Pace     | USA  | 1128   |
| 07   | Amy Gough             | CAN  | 1107   |
| 08   | Katie Uhlaender       | USA  | 1072   |
| 09   | Michelle Kelly        | CAN  | 1050   |
| 10   | Maya Pedersen-Bieri   | SUI  | 1024   |
| 11   | Anja Huber            | GER  | 1005   |
| 12   | Melissa Hoar          | AUS  | 0978   |
| 13   | Emma Lincoln-Smith    | AUS  | 0904   |
| 14   | Swetlana Trunowa      | RUS  | 0896   |
| 20   | Jelena Judina         | RUS  | 0757   |
| 21   | Tionette Stoddard     | NZL  | 0728   |
| 25   | Nozomi Komuro         | JPN  | 0642   |
| 28   | Desirée Bjerke        | NOR  | 0619   |
| 31   | Joska Le Conté        | NED  | 0483   |
| 32   | Costanza Zanoletti    | ITA  | 0478   |
| 35   | Janine Flock          | AUT  | 0455   |
| 41   | Michaela Gläßer       | CZE  | 0401   |
| 42   | Maria Mazilu          | ROM  | 0396   |

Bei den Männern wurde der Schweizer Daniel Mächler nicht von Swiss Olympic nominiert, da er deren Kriterien – zweimal unter die besten Zehn im Weltcup fahren – nicht erfüllte. Mächler reagierte enttäuscht und verärgert und veröffentlichte auf seiner Homepage eine Erklärung, in der er den Verband scharf angriff. Der Österreicher Markus Penz schaffte ebenfalls nicht die Norm des Österreichischen Olympischen Comités und wurde so nicht nominiert. Damit gab es jeweils nur einen Schweizer und österreichischen Starter bei den Olympischen Winterspielen. In den Niederlanden verzichtete das NOK komplett auf die Nominierung eines Skeletonpiloten. Sowohl bei den Männern als auch bei den Frauen gab das niederländische Komitee jeweils den einzigen Startplatz zurück, der sonst an Peter van Wees sowie an Joska Le Conté gegangen wäre. Von den Entscheidungen profitierte der Italiener Nicola Drocco, der nachrückte. Da kein weiterer Athlet die Qualifikationskriterien der FIBT erfüllte, blieben die letzten zwei Plätze bei den Herren unbesetzt, sodass am Männerwettkampf in Vancouver nur 28 statt der geplanten 30 Athleten teilnahmen. In Großbritannien sowie in Japan wurde kein Startplatz zurückgegeben, aber anstelle von Chris Type aus Wales sowie Hiroyuki Bamba nominierten die Komitees andere, in der Weltrangliste schlechter platzierte Athleten. Type meinte, er könne die Entscheidung nicht nachvollziehen, zumal sie ihm gegenüber nicht begründet worden wäre.
Deutlich weniger Änderungen gab es bei den Frauen. Außer den Niederländern, die auf Joska Le Conté verzichteten, nutzten alle Nationen ihr volles Startrecht aus. Für Le Conté rückte die Rumänin Maria Mazilu ins Teilnehmerfeld auf, das wie geplant 20 Athletinnen umfasste. Die in der Qualifikation vor Mazilu liegende und für Tschechien startende Deutsche Michaela Gläßer konnte den freien Startplatz nicht übernehmen, da sie noch keinen Tschechischen Pass hatte. Eine Woche vor den Wettbewerben versuchte das Olympische Komitee der Amerikanischen Jungferninseln vergeblich, gerichtlich eine Vergrößerung des Frauenfeldes zu erwirken. Um den Start ihrer Athletin Alexa Putnam zu ermöglichen, hatte das Komitee beantragt, dass die zwei nicht genutzten Männerstartplätze auf den Frauenwettbewerb übertragen werden, an dem somit zwei zusätzliche Fahrerinnen hätten teilnehmen können. Die FIBT stimmte dem nicht zu, der Internationale Sportgerichtshof schloss sich dieser Entscheidung an.

### Favoriten

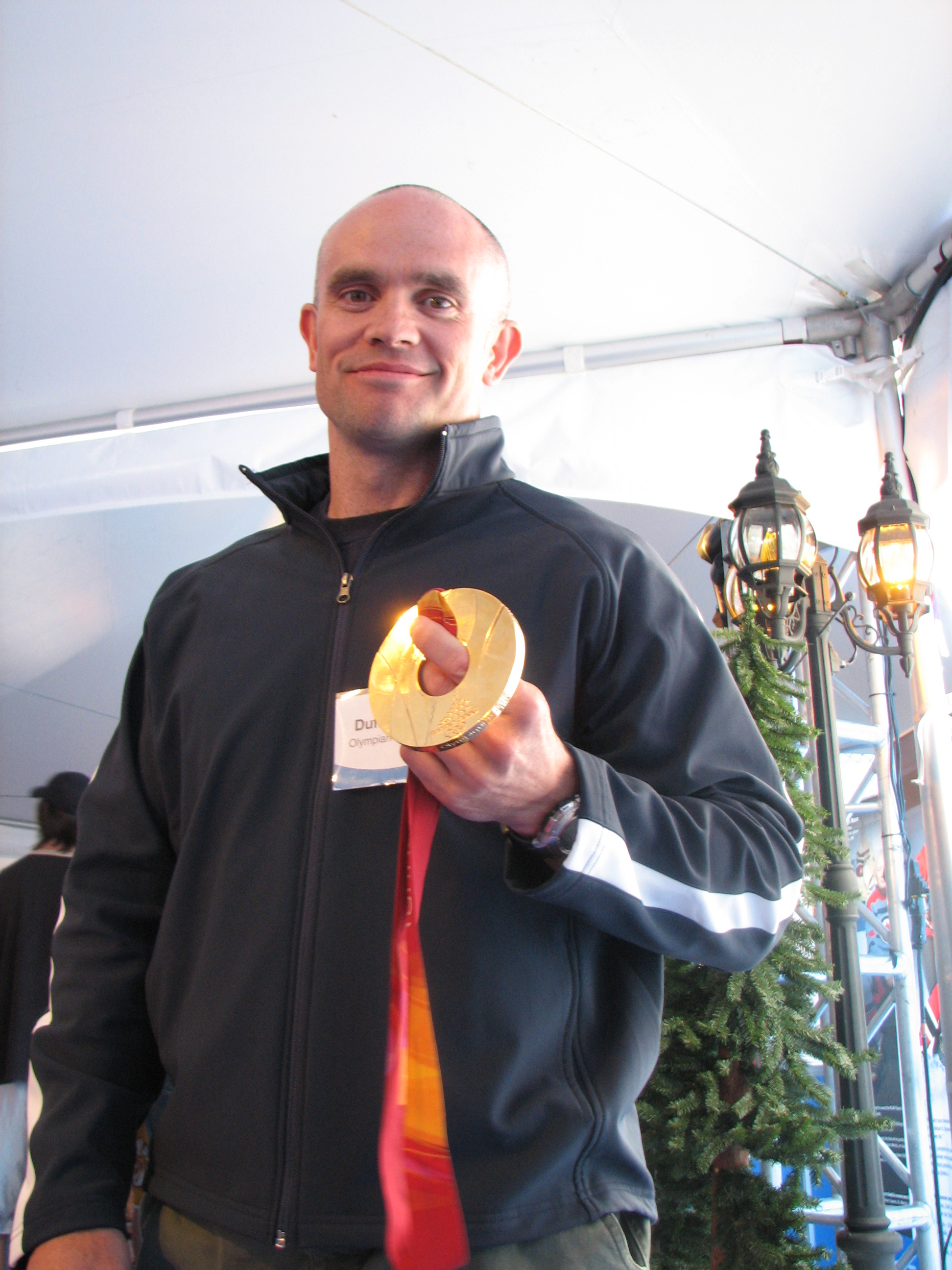
Duff Gibson, zurückgetretener Olympiasieger von 2006

Bei den Männern hatte der Olympiasieger von 2006, der Kanadier Duff Gibson, nach dem Erfolg seine Karriere beendet. Auch der amtierende Schweizer Weltmeister Gregor Stähli konnte nach einem Muskelabriss bei einem Weltcup im November 2009 nicht bei den olympischen Wettkämpfen an den Start gehen. Als Favoriten wurde so insbesondere der Lette Martins Dukurs gehandelt, der im Skeleton-Weltcup 2009/10 vier der acht Wettkämpfe und damit auch die Gesamtwertung für sich entschieden hatte. Mit größerem Abstand hinter ihm waren die beiden Deutschen Frank Rommel sowie Sandro Stielicke platziert; insbesondere Stielicke hatte seine größeren Erfolge jedoch in der ersten Saisonhälfte verbucht. Ein weiterer Favorit war der Kanadier Jon Montgomery, der im Februar 2009 bei den Testwettkämpfen, der sogenannten „Generalprobe“, auf dem Whistler Sliding Centre triumphiert hatte. Montgomery entschied in der olympischen Weltcupsaison ein Rennen für sich, erreichte sonst aber keine weiteren Podiumsresultate. An den drei Trainingstagen in Vancouver absolvierten die Skeletonpiloten sechs Fahrten, bei denen Montgomery sowie sein Teamkollege Michael Douglas jeweils für die besten Zeiten sorgten. Andere Athleten, darunter auch die Deutschen, hatten Probleme mit der Bahn und erreichten Ergebnisse um den zehnten Rang.

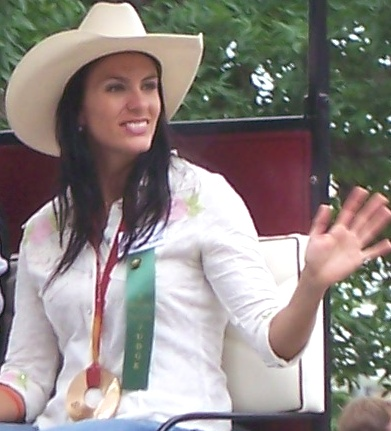
Mellisa Hollingsworth, Mitfavoritin

Die Situation bei den Frauen war – zumindest vom Weltcup her – ausgeglichener als bei den Männern. Vier Athletinnen hatten jeweils zwei Rennen gewonnen und zählten zu den Favoritinnen. Besonders stark wurde vom US-Magazin Sports Illustrated die Deutsche Kerstin Szymkowiak eingeschätzt, die in den letzten fünf Saisonrennen immer auf das Podest gefahren war. Neben ihr galt auch die Kanadierin Mellisa Hollingsworth als Sieganwärterin; sie hatte im Gesamtweltcup triumphiert, nachdem sie in sieben Rennen das Podest erreicht hatte. Hinter der Kanadierin war Shelley Rudman Zweite im Gesamtweltcup; Anja Huber, die das erste und das letzte Weltcuprennen gewonnen hatte, hatte verletzungsbedingt bei drei Wettkämpfen nicht antreten können und war dementsprechend nicht unter den ersten Zehn im Gesamtweltcup klassiert. Huber wurde hinter ihrer Mannschaftskameradin Szymkowiak sowie Hollingsworth-Richards von Sports Illustrated auf den dritten Rang getippt. Schwächer als ihre Teamkolleginnen wurde die dritte Deutsche Marion Trott eingeschätzt, die Weltmeisterin und in der Vorsaison Gesamtweltcupsiegerin geworden war und den Testwettkampf auf dem Whistler Sliding Centre für sich entschieden hatte, der jedoch im Weltcup 2009/10 kein Sieg gelungen war. Auch der amtierenden Olympiasiegerin Maya Pedersen-Bieri wurden im Vorfeld wenig Chancen eingeräumt, die Titelverteidigerin hatte in den Weltcuprennen als bestes Ergebnis einen neunten Rang erreicht. Bei den Trainingsfahrten bestätigte Mellisa Hollingsworth ihre Favoritenstellung. In fünf der sechs Proben war sie die Schnellste, lediglich einmal wurde sie von ihrer Landsfrau Amy Gough geschlagen. Gute Leistungen zeigten zudem die Deutschen Anja Huber und Kerstin Szymkowiak sowie die Britin Amy Williams. Besonders letztere kam den Kanadiern von den Zeiten her nahe.
Durch die Trainingsfahrten wurde deutlich, dass die kanadischen Athleten einen klaren Heimvorteil auf dem allgemein als anspruchsvoll eingeschätzten Whistler Sliding Centre hatten. So fuhr etwa Michael Douglas, der zuvor nie unter die besten Fünf bei einem Weltcup gekommen war, gemeinsam mit seinem Landsmann Jon Montgomery die besten Zeiten. Anja Huber erklärte dies damit, dass die Kanadier im Vorfeld mehr als 100 Testläufe absolviert hätten, die Deutschen dagegen beispielsweise nur um die 30.

### Sicherheitsdiskussion
Schon vor Beginn der ersten Trainingsfahrten stand das Whistler Sliding Centre öffentlich in der Kritik, da insbesondere beim Rodeln die vorgegebene Höchstgeschwindigkeit deutlich überschritten wurde. Nach mehreren Stürzen im Rodel- und Bobtraining kam es am Tag vor der Eröffnung der Olympischen Spiele zu einem tödlichen Unfall des georgischen Rodlers Nodar Kumaritaschwili, der hohe Medienaufmerksamkeit auf sich zog. Kumaritaschwilis Tod verschärfte die Sicherheitsdiskussion, an der sich auch Skeletonpiloten beteiligten. Der niederländische Fahrer Peter van Wees erklärte, Rodeln sei gefährlicher als Skeleton, da es im Rodelsport mehr Reibung gebe und der Schlitten teilweise Eigendynamik entwickele. Ähnlich äußerte sich die deutsche Mitfavoritin Anja Huber. Die Skeletonfahrer hätten einen niedrigen Körperschwerpunkt und einen relativ schweren Schlitten und könnten daher nicht so leicht umkippen wie Rodler oder Bobfahrer.
Dagegen meinte die kanadische Sieganwärterin Mellisa Hollingsworth, die sich auf ihrer Heimbahn bei den Testwettkämpfen Anfang 2009 eine Platzwunde am Kopf zugezogen hatte, schon nach ihrem damaligen Sturz: „Alles, woran ich denken konnte, war, dass ich sterben werde, wenn ich von ganz oben fahre.“ Auch die Tageszeitung Vancouver Sun schrieb, eine Fahrt im Skeleton durch das Whistler Sliding Centre, sei wie „einen Fahrstuhlschacht aus Eis auf einem klapperdünnen Schlitten, der einem Cafeteria-Tablett gleicht, hinunterzuschießen“. Tatsächlich verliefen die Skeleton-Trainings mit deutlich weniger Stürzen als die Wettbewerbe der Rodler und der Bobfahrer. Dennoch wurde die Strecke infolge des tödlichen Unfalls verkürzt.

## Männer

### Erster und zweiter Lauf

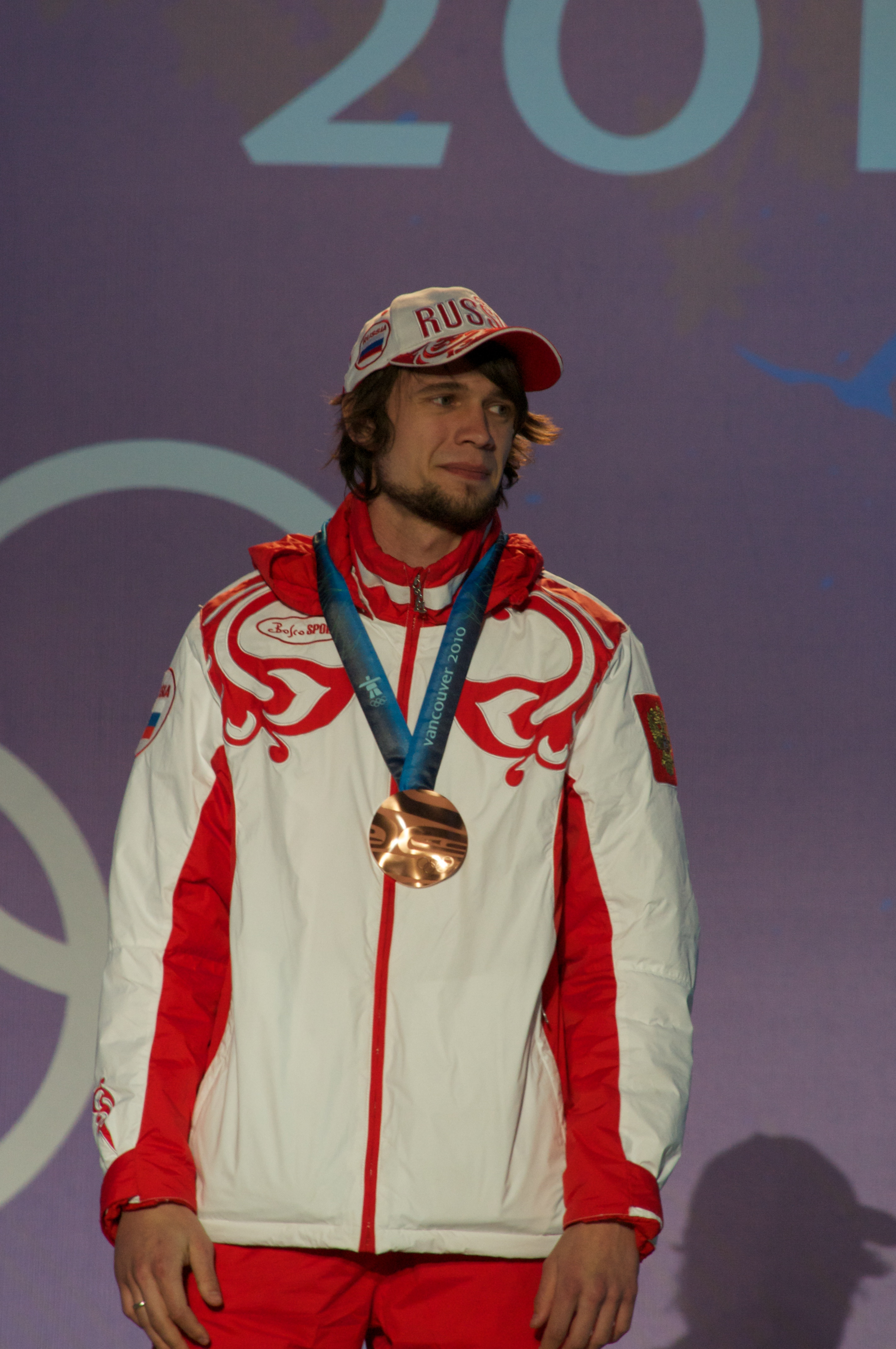
Alexander Tretjakow erreichte die besten Startzeiten und gewann am Ende die Bronzemedaille.

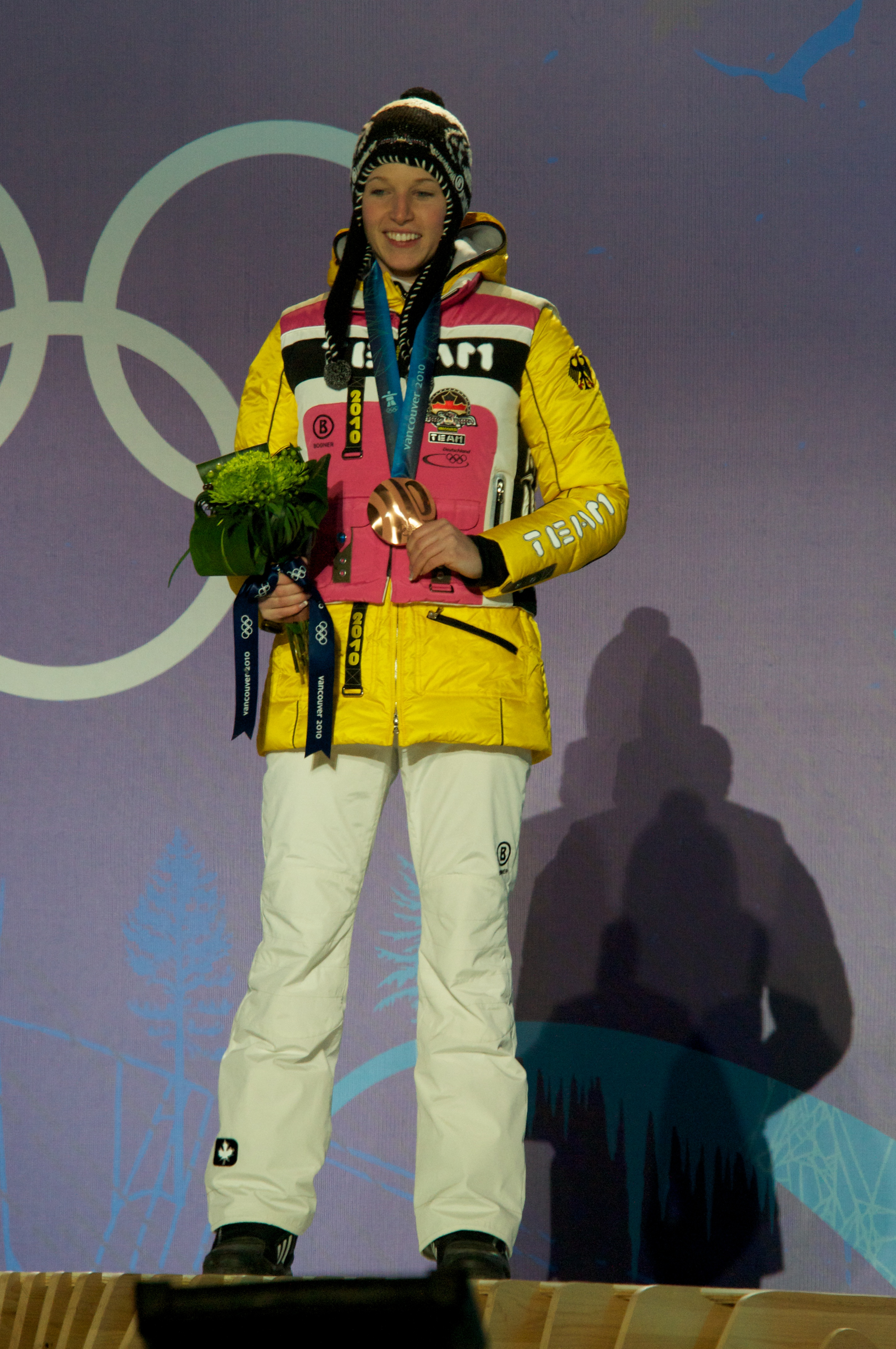
Anja Huber aus Deutschland erreichte den Bronzerang.

Datum: 18. Februar 2010 – 19:30 Uhr (4:30 Uhr MEZ, 1. Lauf) – 21:00 Uhr (6:00 Uhr MEZ, 2. Lauf)
Durch den Rückzug mehrerer Athleten umfasste das Teilnehmerfeld des Männerwettbewerbes nur 28 Athleten aus 17 Ländern. Drei Startplätze hatten mit den Vereinigten Staaten, Kanada sowie Deutschland die erfolgreichsten drei Nationen der abgelaufenen Saison erhalten. Dem eigentlichen Wettkampf vorangegangen waren sechs Trainingsfahrten (drei pro Tag vom 15. bis zum 17. Februar), bei denen jeweils Jon Montgomery der Schnellste gewesen war und damit seinen Favoritenstatus bestätigt hatte. Der Wettkampf wurde erstmals in vier Durchgängen und an zwei Tagen ausgetragen. Im ersten Durchgang starteten die besten Athleten der Weltrangliste zuerst, sodass alle Favoriten frühe Startnummern hatten. Der zweite Lauf wurde vom Zwanzigsten des ersten Durchgangs eröffnet; anschließend war die Startliste das rückwärts gelesene Klassement des ersten Laufes. Nach dem Führenden gingen die Athleten von den Rängen 21 bis 28 ins Rennen.

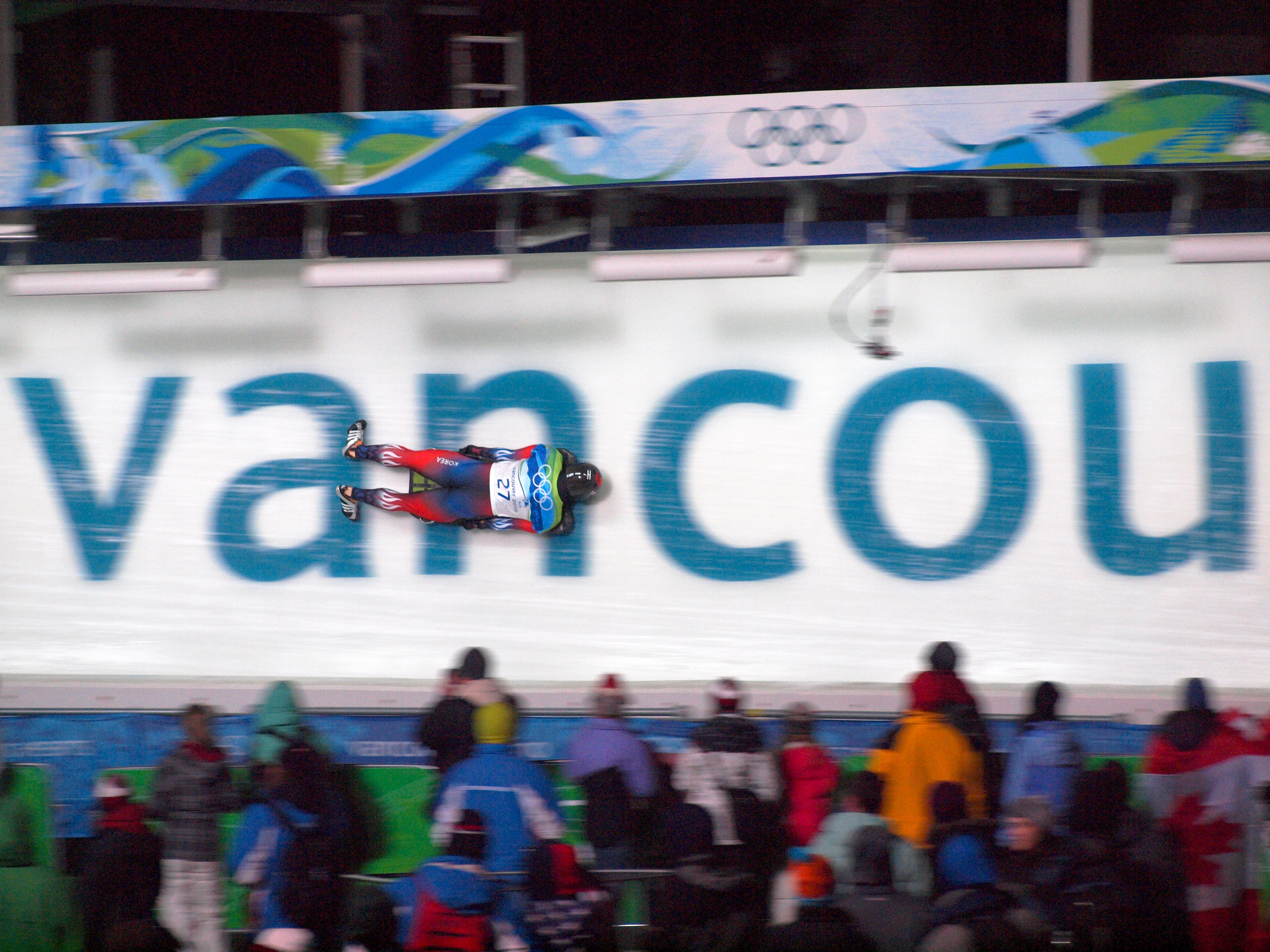
Der Südkoreaner Cho In-ho während des Trainings am 18. Februar

Als erster Starter im ersten Lauf legte der Lette Martins Dukurs auf Anhieb einen neuen Bahnrekord mit 52,32 Sekunden vor. Kein anderer Athlet kam mehr an diese Vorgabe heran, die auf den Letten folgenden drei Starter, die im Gesamtweltcup die Ränge zwei bis vier belegten, verloren allesamt über eine halbe Sekunde auf Dukurs. Auch Jon Montgomery, der in den Trainings immer eine bessere Zeit als sein Konkurrent aus Lettland erreicht hatte, verpasste die Spitzenposition. Mit 0,28 Sekunden Rückstand sicherte er sich jedoch als Zweiter eine gute Ausgangsposition für die verbleibenden drei Läufe. Den schnellsten Start zeigte der Russe Alexander Tretjakow, der jedoch auf der Strecke einige Sekundenbruchteile verlor und hinter Dukurs und Montgomery auf den dritten Rang zurückfiel. Diese drei Athleten behielten auch die Führung, nachdem die restlichen Athleten ihr Rennen absolviert hatten. Dahinter waren mit dem Österreicher Matthias Guggenberger sowie dem Kanadier Michael Douglas, der in den Trainings bereits gut gefahren war, zwei Sportler klassiert, die nicht zu den Top Ten im Gesamtweltcup gehörten. Insbesondere Guggenbergers vierter Rang – nur fünf Hundertstelsekunden von Tretjakows Bronzeplatz getrennt – wurde in den Medien als überraschend aufgefasst; der Österreicher selbst erklärte: „Ich glaube, ich hab’s gut erwuschen.“ Die deutschen Athleten, denen zunächst ebenfalls Medaillenchancen zugestanden wurden, fielen weit zurück. Lediglich Frank Rommel war als Sechster mit 0,56 Sekunden Rückstand unter den besten Zehn platziert.
Um 21 Uhr Ortszeit begann der zweite Durchgang, den die nach dem ersten Durchgang weit zurückgefallenen Athleten eröffneten. Die meisten von ihnen verloren noch weiteren Boden, so etwa der Deutsche Mirsad Halilovic, der vom 11. Platz nach dem ersten Lauf auf die 16. Position zurückfiel. Ein gutes Rennen zeigte der US-Amerikaner Zach Lund, der im zweiten Durchgang der Drittschnellste war. Damit verbesserte er sich vom zehnten auf den achten Rang und hatte trotz eines misslungenen ersten Laufes nur noch 0,14 Sekunden Rückstand auf den Bronzerang. Ähnliche Leistungen gelangen dem älteren Bruder des Führenden, Tomass Dukurs, und dem Briten Kristan Bromley. Beide holten zwei Ränge auf und belegten nach der Hälfte des Wettbewerbs die Plätze sechs beziehungsweise fünf. Damit überholten sie Michael Douglas und Frank Rommel; der Deutsche blieb zwar bester Athlet seines Landes, fiel aber noch hinter Zach Lund auf Position neun zurück. Unter den besten Vier gab es keine Änderung im Klassement. Allerdings verloren Guggenberger und Tretjakow fast eine halbe Sekunde auf Dukurs und Montgomery, die nahezu zeitgleiche Fahrten absolvierten. Addiert zu dem Rückstand nach dem ersten Lauf lag der drittplatzierte Russe nun bereits 0,84 Sekunden hinter dem an der Spitze liegenden Letten Dukurs zurück.
Insgesamt deutete sich nach den ersten beiden Läufen an, dass die Entscheidung um den Sieg zwischen Dukurs und Montgomery fallen würde. Alexander Tretjakow hatte zwar in beiden Läufen die beste Startzeit, sein Rückstand auf die Führenden war dennoch klar angewachsen. Hinter dem Russen waren fünf weitere Athleten platziert, die höchstens 0,14 Sekunden Rückstand auf eine Medaille hatten. Dazu zählte kein Deutscher, aber der Österreicher Matthias Guggenberger, der im unteren Teil seines zweiten Laufes einen kleinen Fehler gemacht hatte, bei dem sein Schlitten beinahe gekippt wäre. Guggenberger ärgerte sich darüber und kündigte für den entscheidenden Renntag eine Fahrt an, in der er voll angreifen wolle.

| Platz | Athlet                | Land | 1. DG Laufzeit (Platz) | 1. DG Startzeit (Platz) | 2. DG Laufzeit (Platz) | 2. DG Startzeit (Platz) | Gesamtzeit  |
| ----- | --------------------- | ---- | ---------------------- | ----------------------- | ---------------------- | ----------------------- | ----------- |
| 1     | Martins Dukurs        | LAT  | 52,32 s 0(1.)          | 4,53 s 0(2.)            | 52,59 s 0(2.)          | 4,54 s 0(2.)            | 1:44,91 min |
| 2     | Jon Montgomery        | CAN  | 52,60 s 0(2.)          | 4,62 s 0(3.)            | 52,57 s 0(1.)          | 4,63 s 0(4.)            | 1:45,17 min |
| 3     | Alexander Tretjakow   | RUS  | 52,70 s 0(3.)          | 4,52 s 0(1.)            | 53,05 s 0(8.)          | 4,48 s 0(1.)            | 1:45,75 min |
| 4     | Matthias Guggenberger | AUT  | 52,75 s 0(4.)          | 4,65 s 0(5.)            | 53,02 s 0(6.)          | 4,62 s 0(3.)            | 1:45,77 min |
| 5     | Kristan Bromley       | GBR  | 52,91 s 0(7.)          | 4,70 s (13.)            | 52,89 s 0(5.)          | 4,75 s (15.)            | 1:45,80 min |
| 6     | Tomass Dukurs         | LAT  | 52,94 s 0(8.)          | 4,66 s 0(6.)            | 52,88 s 0(4.)          | 4,66 s 0(5.)            | 1:45,82 min |
| 7     | Michael Douglas       | CAN  | 52,83 s 0(5.)          | 4,67 s 0(8.)            | 53,04 s 0(7.)          | 4,69 s 0(6.)            | 1:45,87 min |
| 8     | Zach Lund             | USA  | 53,04 s (10.)          | 4,72 s (14.)            | 52,85 s 0(3.)          | 4,74 s (13.)            | 1:45,89 min |
| 9     | Frank Rommel          | GER  | 52,90 s 0(6.)          | 4,67 s 0(8.)            | 53,25 s (12.)          | 4,70 s 0(7.)            | 1:46,15 min |
| 10    | Jeff Pain             | CAN  | 53,03 s 0(9.)          | 4,81 s (25.)            | 53,18 s (10.)          | 4,87 s (25.)            | 1:46,21 min |
| 11    | Sandro Stielicke      | GER  | 53,18 s (13.)          | 4,78 s (22.)            | 53,24 s (11.)          | 4,83 s (23.)            | 1:46,42 min |
| 12    | Ben Sandford          | NZL  | 53,11 s (12.)          | 4,80 s (23.)            | 53,32 s (14.)          | 4,84 s (24.)            | 1:46,43 min |
| 13    | Grégory Saint-Géniès  | FRA  | 53,40 s (15.)          | 4,76 s (18.)            | 53,16 s 0(9.)          | 4,78 s (17.)            | 1:46,56 min |
| 14    | Eric Bernotas         | USA  | 53,23 s (14.)          | 4,75 s (16.)            | 53,55 s (15.)          | 4,79 s (19.)            | 1:46,78 min |
| 15    | Sergej Tschudinow     | RUS  | 53,64 s (16.)          | 4,64 s 0(4.)            | 53,26 s (13.)          | 4,72 s (10.)            | 1:46,90 min |
| 16    | Mirsad Halilovic      | GER  | 53,09 s (11.)          | 4,75 s (16.)            | 53,87 s (19.)          | 4,79 s (19.)            | 1:46,96 min |
| 17    | Pascal Oswald         | SUI  | 53,77 s (18.)          | 4,76 s (18.)            | 53,68 s (17.)          | 4,76 s (16.)            | 1:47,45 min |
| 18    | John Daly             | USA  | 54,08 s (21.)          | 4,66 s 0(6.)            | 53,65 s (16.)          | 4,74 s (13.)            | 1:47,73 min |
| 19    | Shinsuke Tayama       | JPN  | 53,94 s (19.)          | 4,77 s (20.)            | 53,84 s (18.)          | 4,81 s (22.)            | 1:47,78 min |
| 20    | Adam Pengilly         | GBR  | 53,75 s (17.)          | 4,68 s (10.)            | 54,17 s (22.)          | 4,71 s 0(9.)            | 1:47,92 min |
| 21    | Kazuhiro Koshi        | JPN  | 54,02 s (20.)          | 4,91 s (28.)            | 54,10 s (20.)          | 4,90 s (27.)            | 1:48,12 min |
| 22    | Anthony Deane         | AUS  | 54,55 s (24.)          | 4,69 s (11.)            | 54,12 s (21.)          | 4,70 s 0(7.)            | 1:48,67 min |
| 23    | Anže Šetina           | SLO  | 54,50 s (23.)          | 4,72 s (14.)            | 54,35 s (23.)          | 4,72 s (10.)            | 1:48,85 min |
| 24    | Cho In-ho             | KOR  | 54,46 s (22.)          | 4,87 s (26.)            | 54,42 s (24.)          | 4,88 s (26.)            | 1:48,88 min |
| 25    | Ander Mirambell       | ESP  | 54,77 s (25.)          | 4,80 s (23.)            | 54,59 s (25.)          | 4,79 s (19.)            | 1:49,36 min |
| 26    | Nicola Drocco         | ITA  | 55,77 s (28.)          | 4,69 s (11.)            | 54,60 s (26.)          | 4,72 s (10.)            | 1:50,37 min |
| 27    | Patrick Shannon       | IRL  | 55,18 s (26.)          | 4,77 s (20.)            | 55,20 s (27.)          | 4,78 s (17.)            | 1:50,38 min |
| 28    | Iain Roberts          | NZL  | 55,21 s (27.)          | 4,87 s (26.)            | 57,58 s (28.)          | 4,93 s (28.)            | 1:52,79 min |

### Dritter und vierter Lauf
| Platz | Land | Sportler              | Zeit (min) |
| ----- | ---- | --------------------- | ---------- |
| 1     | CAN  | Jon Montgomery        | 3:29,73    |
| 2     | LAT  | Martins Dukurs        | 3:29,80    |
| 3     | RUS  | Alexander Tretjakow   | 3:30,75    |
| 4     | LAT  | Tomass Dukurs         | 3:31,13    |
| 5     | USA  | Zach Lund             | 3:31,27    |
| 6     | GBR  | Kristan Bromley       | 3:31,30    |
| 7     | GER  | Frank Rommel          | 3:31,40    |
| 8     | AUT  | Matthias Guggenberger | 3:31,81    |
| 9     | CAN  | Jeff Pain             | 3:31,86    |
| 10    | GER  | Sandro Stielicke      | 3:32,08    |

Datum: 19. Februar 2010 – 18:20 Uhr (3:20 Uhr MEZ, 3. Lauf) – 19:50 Uhr (4:50 Uhr MEZ, 4. Lauf)
Vor dem dritten Lauf hatte sich das Feld erneut um zwei Teilnehmer verkleinert. Der Neuseeländer Iain Roberts war nach den ersten beiden Durchgängen Letzter der Konkurrenz und fühlte sich nicht zu hundert Prozent gesund, sodass er nicht mehr startete. Während Roberts ohnehin chancenlos war, traf der zweite Ausfall mit Michael Douglas einen Mitfavoriten. Douglas, der als Siebenter nach dem ersten Tag lediglich zwölf Hundertstelsekunden Rückstand auf die Bronzemedaille hatte, wurde disqualifiziert, nachdem er zu spät zur Materialkontrolle erschienen war. Der zu diesem Zeitpunkt zweitplatzierte Teamkollege von Douglas, Jon Montgomery, zeigte sich betrübt über diese Entscheidung; er finde keine Worte dafür und wolle nicht einmal darüber nachdenken.
Im dritten Durchgang begannen erneut die besten Athleten des ersten Tages. Vor allen anderen Startern absolvierte so Martins Dukurs sein Rennen und fuhr erneut Bahnrekord in 52,28 Sekunden. Bereits der nächste Fahrer, Jon Montgomery, unterbot diese Zeit jedoch und holte zumindest acht Hundertstelsekunden auf den weiterhin führenden Letten auf. Damit lag er nun nur noch 18 Hundertstelsekunden zurück. Ähnlich schnell war Alexander Tretjakow auf der Strecke. Er verlor jedoch erneut eine Zehntelsekunde auf Montgomery. Der bis zum dritten Lauf auf Rang vier liegende Österreicher Matthias Guggenberger verlor viel Zeit, mehr als 0,7 Sekunden, auf Tretjakow und fiel etliche Plätze zurück. Auch alle weiteren Sportler, die bis dahin mit dem Russen zeitlich gleichstanden, büßten mehrere Zehntelsekunden ein. Tretjakow hatte so nach dem dritten Durchgang fast 0,4 Sekunden Vorsprung auf den neuen Vierten Tomass Dukurs. Die Deutschen verbesserten sich alle drei um mindestens zwei Ränge; Frank Rommel zeigte den viertbesten Lauf und hatte als Siebter nur eine Viertelsekunde Rückstand auf den vierten Rang.
Für den vierten Lauf waren lediglich die besten Zwanzig der ersten drei Durchgänge zugelassen. Diese starteten in der umgekehrten Reihenfolge des Zwischenklassements, sodass die Entscheidungen um die Medaillen und den Olympiasieg erst bei den letzten Fahrern fielen. Davor absolvierten die hinteren Starter ihren letzten Lauf. Zu diesen gehörten auch der einzige Schweizer Pascal Oswald, der 16. wurde, sowie die eigentlich stärker eingeschätzten Deutschen Mirsad Halilovic und Sandro Stielicke. Auf den Positionen drei bis acht hatte der letzte Lauf keine Auswirkungen auf das Ergebnis. Frank Rommel blieb Siebter und damit bester Deutscher, Matthias Guggenberger aus Österreich behielt den achten Platz. Insgesamt fuhren diese Athleten vergleichbare Laufzeiten, sodass sich Tretjakow – der auch beim abschließenden Durchgang der Schnellste auf den ersten Metern beim Start war – die Bronzemedaille sichern konnte, mit einem Vorsprung von 0,38 Sekunden auf den Vierten Tomass Dukurs. Dessen Bruder lag nach drei Läufen weiterhin an der Spitze, sodass zunächst Jon Montgomery sein Rennen vorlegen musste. Montgomery verpasste mit einer guten Laufzeit von 52,36 Sekunden nur knapp den eine Stunde zuvor von ihm aufgestellten Bahnrekord. An diese Marke kam Martins Dukurs aufgrund kleiner Schwierigkeiten in der zweiten Hälfte der Bahn nicht heran. Der Vorsprung von 0,18 Sekunden, den der Lette mit in das Rennen genommen hatte, reichte nicht aus, um die Viertelsekunde, die er auf Montgomery im letzten Durchgang verlor, auszugleichen. Mit einem Vorsprung von acht Hundertstelsekunden – der zweitknappsten olympischen Skeleton-Entscheidung bis dahin – gewann Montgomery die vierte kanadische Goldmedaille bei den Heimspielen. Dukurs verpasste dagegen die erste Goldmedaille, die Lettland je bei Winterspielen erreicht hätte, und holte dafür die zweite Silbermedaille.

| Platz | Athlet                | Land | 1.+2. DG (Platz)  | 3. DG Laufzeit (Platz) | 3. DG Startzeit (Platz) | 4. DG Laufzeit (Platz) | 4. DG Startzeit (Platz) | Gesamtzeit  |
| ----- | --------------------- | ---- | ----------------- | ---------------------- | ----------------------- | ---------------------- | ----------------------- | ----------- |
| 1     | Jon Montgomery        | CAN  | 1:45,17 min 0(2.) | 52,20 s 0(1.)          | 4,65 s 0(3.)            | 52,36 s 0(1.)          | 4,61 s 0(3.)            | 3:29,73 min |
| 2     | Martins Dukurs        | LAT  | 1:44,91 min 0(1.) | 52,28 s 0(2.)          | 4,55 s 0(2.)            | 52,61 s 0(2.)          | 4,53 s 0(2.)            | 3:29,80 min |
| 3     | Alexander Tretjakow   | RUS  | 1:45,75 min 0(3.) | 52,30 s 0(3.)          | 4,53 s 0(1.)            | 52,70 s 0(5.)          | 4,50 s 0(1.)            | 3:30,75 min |
| 4     | Tomass Dukurs         | LAT  | 1:45,82 min 0(6.) | 52,62 s 0(6.)          | 4,68 s 0(5.)            | 52,69 s 0(4.)          | 4,65 s 0(5.)            | 3:31,13 min |
| 5     | Zach Lund             | USA  | 1:45,89 min 0(8.) | 52,57 s 0(5.)          | 4,74 s (14.)            | 52,81 s 0(8.)          | 4,71 s (10.)            | 3:31,27 min |
| 6     | Kristan Bromley       | GBR  | 1:45,80 min 0(5.) | 52,70 s 0(8.)          | 4,70 s 0(7.)            | 52,80 s 0(7.)          | 4,70 s 0(9.)            | 3:31,30 min |
| 7     | Frank Rommel          | GER  | 1:46,15 min 0(9.) | 52,55 s 0(4.)          | 4,70 s 0(7.)            | 52,70 s 0(5.)          | 4,67 s 0(7.)            | 3:31,40 min |
| 8     | Matthias Guggenberger | AUT  | 1:45,77 min 0(4.) | 53,03 s (13.)          | 4,70 s 0(7.)            | 53,01 s (10.)          | 4,66 s 0(6.)            | 3:31,81 min |
| 9     | Jeff Pain             | CAN  | 1:46,21 min (10.) | 53,00 s (11.)          | 4,80 s (21.)            | 52,65 s 0(3.)          | 4,79 s (17.)            | 3:31,86 min |
| 10    | Sandro Stielicke      | GER  | 1:46,42 min (11.) | 52,64 s 0(7.)          | 4,78 s (18.)            | 53,02 s (11.)          | 4,76 s (12.)            | 3:32,08 min |
| 11    | Ben Sandford          | NZL  | 1:46,43 min (12.) | 52,90 s 0(9.)          | 4,82 s (23.)            | 53,26 s (16.)          | 4,86 s (20.)            | 3:32,59 min |
| 12    | Sergej Tschudinow     | RUS  | 1:46,90 min (15.) | 53,13 s (14.)          | 4,70 s 0(7.)            | 52,92 s 0(9.)          | 4,68 s 0(8.)            | 3:32,95 min |
| 13    | Mirsad Halilovic      | GER  | 1:46,96 min (16.) | 52,92 s (10.)          | 4,77 s (16.)            | 53,24 s (15.)          | 4,77 s (16.)            | 3:33,12 min |
| 14    | Eric Bernotas         | USA  | 1:46,78 min (14.) | 53,33 s (17.)          | 4,73 s (11.)            | 53,16 s (13.)          | 4,76 s (12.)            | 3:33,27 min |
| 15    | Grégory Saint-Géniès  | FRA  | 1:46,56 min (13.) | 53,32 s (16.)          | 4,80 s (21.)            | 53,43 s (20.)          | 4,80 s (18.)            | 3:33,31 min |
| 16    | Pascal Oswald         | SUI  | 1:47,45 min (17.) | 53,00 s (11.)          | 4,73 s (11.)            | 53,30 s (17.)          | 4,76 s (12.)            | 3:33,75 min |
| 17    | John Daly             | USA  | 1:47,73 min (18.) | 53,23 s (15.)          | 4,65 s 0(3.)            | 53,05 s (12.)          | 4,64 s 0(4.)            | 3:34,01 min |
| 18    | Adam Pengilly         | GBR  | 1:47,92 min (20.) | 53,36 s (18.)          | 4,76 s (15.)            | 53,23 s (14.)          | 4,73 s (11.)            | 3:34,51 min |
| 19    | Shinsuke Tayama       | JPN  | 1:47,78 min (19.) | 54,03 s (21.)          | 4,77 s (16.)            | 53,36 s (18.)          | 4,76 s (12.)            | 3:35,17 min |
| 20    | Kazuhiro Koshi        | JPN  | 1:48,12 min (21.) | 53,74 s (19.)          | 4,87 s (25.)            | 53,42 s (19.)          | 4,84 s (19.)            | 3:35,28 min |
| 21    | Anže Šetina           | SLO  | 1:48,85 min (23.) | 53,75 s (20.)          | 4,69 s 0(6.)            | –                      | –                       | 2:42,60 min |
| 22    | Cho In-ho             | KOR  | 1:48,88 min (24.) | 54,28 s (23.)          | 4,84 s (24.)            | –                      | –                       | 2:43,16 min |
| 23    | Anthony Deane         | AUS  | 1:48,67 min (22.) | 54,68 s (25.)          | 4,87 s (25.)            | –                      | –                       | 2:43,55 min |
| 24    | Ander Mirambell       | ESP  | 1:49,36 min (25.) | 54,26 s (22.)          | 4,79 s (19.)            | –                      | –                       | 2:43,62 min |
| 25    | Patrick Shannon       | IRL  | 1:50,38 min (27.) | 54,60 s (24.)          | 4,79 s (19.)            | –                      | –                       | 2:44,98 min |
| 26    | Nicola Drocco         | ITA  | 1:50,37 min (26.) | 54,97 s (26.)          | 4,73 s (11.)            | –                      | –                       | 2:45,34 min |
| DNS   | Iain Roberts          | NZL  | 1:52,79 min (28.) | nicht angetreten       | –                       | –                      | –                       | –           |
| DSQ   | Michael Douglas       | CAN  | 1:45,87 min 0(7.) | disqualifiziert        | –                       | –                      | –                       | –           |

### Reaktionen

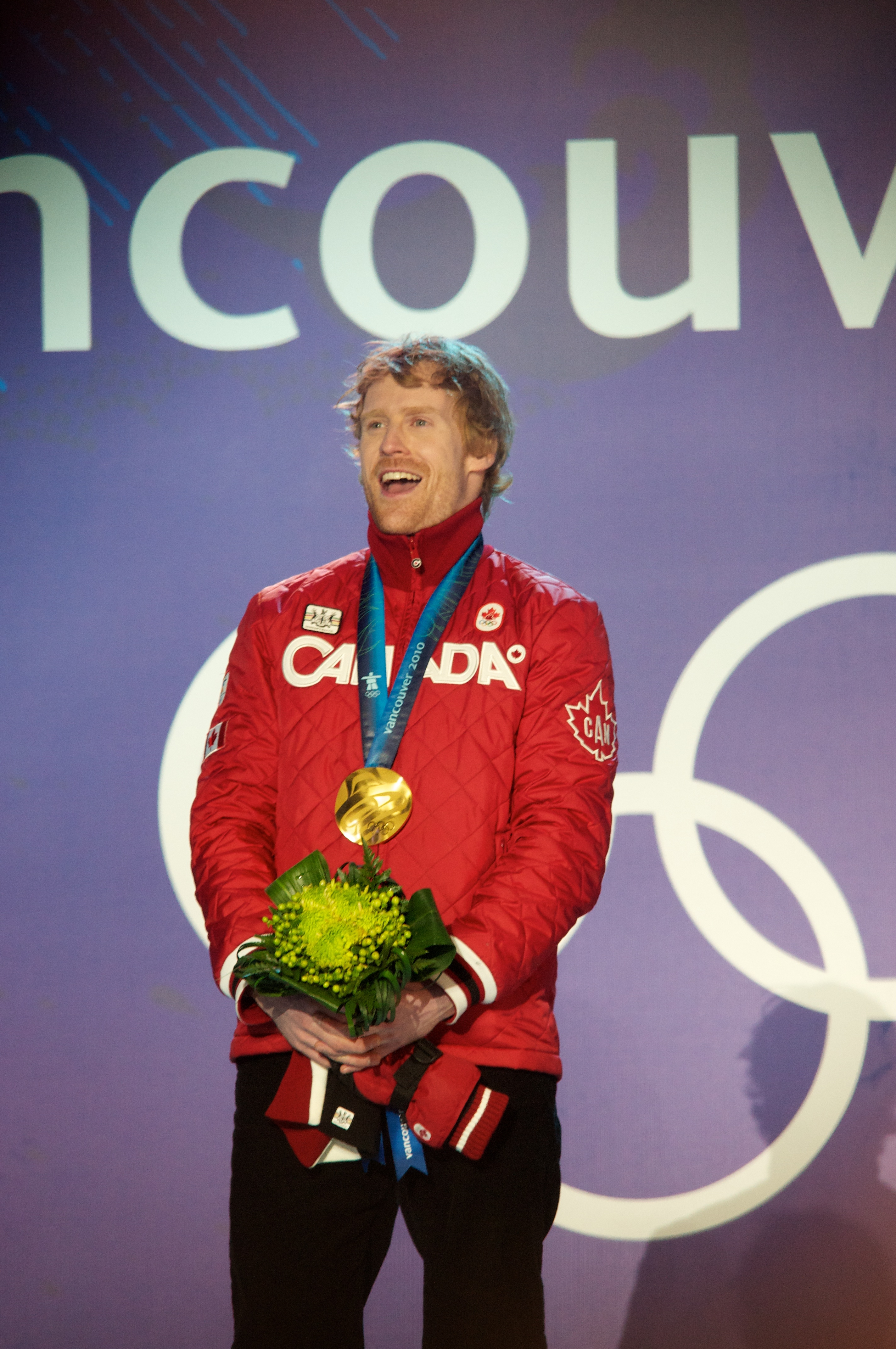
Olympiasieger Jon Montgomery während der Siegerehrung

Die Reaktionen der Athleten auf die olympischen Wettkämpfe waren unterschiedlich. Einige Sportler, die nicht unter die besten Zwanzig kamen, planten bereits bis zu den Olympischen Winterspielen 2014 weiter. Dazu gehörte beispielsweise der 27-jährige Spanier Ander Mirambell, der den Wettbewerb als spektakulär bezeichnete und glücklich war, dass er zum einen seinen olympischen Traum verwirklicht hatte und zum anderen immer weitere Fortschritte mache. Der 45-jährige Japaner Kazuhiro Koshi, der älteste jemals für Japan bei Olympia gestartete Athlet, wurde Zwanzigster und beendete nach den Spielen seine Karriere; seine Aufgabe sehe er nun darin, in Japan einen organisierten Schlittensportverband aufzubauen. Zwei Ränge vor ihm platziert war der Brite Adam Pengilly, der unzufrieden mit der gesamten für ihn enttäuschend verlaufenen Woche war. Erst zum Schluss, als es bereits zu spät war, habe er sich verbessern können. Der Gesamtweltcupdritte Sandro Stielicke war der jüngste Athlet des gesamten Starterfeldes und zeigte sich aus diesem Grund auch „überglücklich“ über seinen zehnten Rang. Matthias Guggenberger aus Österreich dagegen, der im letzten Lauf seinen achten Rang behielt, war nach eigener Aussage etwas enttäuscht. Die Erwartungen seien nach dem vierten Zwischenrang extrem hoch gewesen, es sei nicht sein Tag gewesen. Andererseits hätte er vor Olympia nicht damit gerechnet, vorne mitzufahren; für die erste Olympiateilnahme sei ein achter Rang nicht so schlecht.
Kristan Bromley war als Sechster enttäuscht, das Podium verpasst zu haben. Der Brite sah seine Defizite insbesondere beim Start, wo er mit den Besten – Tretjakow sowie Dukurs – nicht mithalten konnte. Gemischt waren dagegen die Gefühle des Fünftplatzierten Zach Lund aus den Vereinigten Staaten. Er hatte im ersten Lauf viel Zeit auf sein Ziel, die Medaillenränge, verloren und konnte diese nicht mehr komplett gutmachen. Mit dem fünften Platz war er dennoch recht zufrieden, für Olympia sei das ordentlich. Ebenfalls positiv sah Tomass Dukurs auf den Wettkampf zurück, er meinte, sein Bruder habe mehr Anlass, enttäuscht zu sein, da er habe gewinnen können. Nach dem ersten Renntag habe er noch auf Bronze gehofft, dann sei Alexander Tretjakow davongezogen. Der Russe erklärte, er habe noch bis zum letzten Moment darauf gehofft, dass einer der beiden Führenden beim Kampf um den Sieg einen so deutlichen Fehler mache, dass er vorbeiziehen und Silber oder sogar Gold gewinnen könne. Dukurs, der gegen Ende seines letzten Laufes tatsächlich einen Fehler eingebaut und dadurch den möglichen Olympiatitel verloren hatte, meinte, er sei mit dem vierten Durchgang unzufrieden, nicht aber mit dem Ergebnis. Jon Montgomery, der seiner Favoritenrolle gerecht wurde, empfand seine Situation als „faszinierend und unerhört“, er könne sie gar nicht mit Worten beschreiben. Er habe aber gewusst, wenn er an diesem Tag gut fahren würde, hätte er eine Chance zu gewinnen.

## Frauen

### Erster und zweiter Lauf
Datum: 18. Februar 2010 – 16:30 Uhr (1:30 Uhr MEZ, 1. Lauf) – 17:40 Uhr (2:40 Uhr MEZ, 2. Lauf)
Zum Skeletonwettbewerb der Frauen traten nur 19 Athletinnen aus elf Ländern anstatt der gemeldeten 20 an. Die Japanerin Nozomi Komuro durfte nicht starten, nachdem bei einer Standardkontrolle der Schlitten 35 Minuten vor dem Start festgestellt worden war, dass auf ihrem Renngerät ein Inspektionssiegel fehlte. Komuro verließ kommentarlos den Wettkampfort; am nächsten Tag entschuldigte sich der japanische Nationaltrainer öffentlich, den Fehler übersehen zu haben. Nach der Rodlerin Aya Yasuda war Komuro bereits Japans zweite Athletin, die aufgrund technischer Mängel nicht zum Wettbewerb zugelassen wurden. Ebenso wie bei den Männern hatten vor dem Wettkampf sechs Trainingsfahrten stattgefunden, in denen die Kanadier – insbesondere Mellisa Hollingsworth – am schnellsten gewesen waren. Auch bei den Frauen fiel die Entscheidung über die Medaillen in vier Durchgängen an zwei Tagen. Im ersten und dritten Lauf starteten jeweils die Führenden im Gesamtweltcup beziehungsweise im Zwischenklassement als erste, im zweiten und vierten Durchgang gingen die jeweils Letztplatzierten am frühesten ins Rennen.

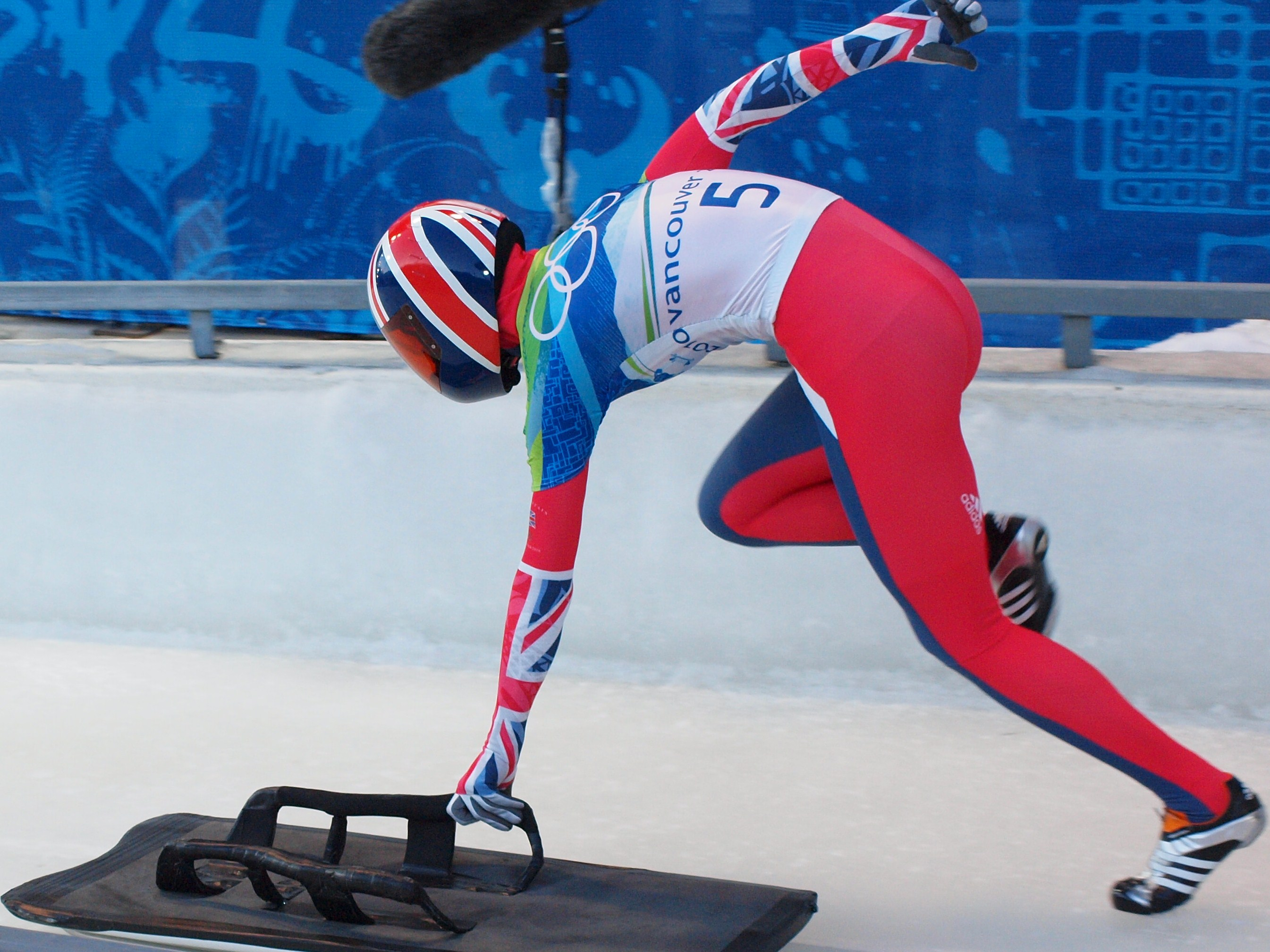
Amy Williams am Start beim Training am 18. Februar

Hollingsworth-Richards eröffnete als beste Fahrerin des abgelaufenen Winters den ersten Durchgang auf dem Whistler Sliding Centre. Dieser konnte aufgrund zu hoher Streckentemperaturen erst mit etwa einstündiger Verzögerung beginnen. Die kanadische Sieganwärterin fuhr eine Zeit von 54,18 Sekunden, mit der sie später den fünften Rang belegte. Während die Zweit- bis Viertplatzierten jedoch allesamt höchstens vier Hundertstelsekunden Vorsprung hatten, stellte die Britin Amy Williams in 53,83 Sekunden einen neuen Bahnrekord auf und hielt Hollingsworth-Richards bereits um 0,35 Sekunden auf Distanz. Dabei erreichte sie zugleich auch eine neue Höchstgeschwindigkeit mit 143,3 Kilometern pro Stunde. Williams’ stärker eingeschätzte Landsfrau Shelley Rudman fiel auf den elften Rang zurück und verlor so als erste Sieganwärterin mehr als acht Zehntelsekunden. Zweite nach dem ersten Viertel des Wettbewerbs war Hollingsworth-Richards’ Teamkollegin Amy Gough, die schon in den Trainings gute Zeiten gefahren war. Auf den dahinterliegenden Plätzen lagen mit Kerstin Szymkowiak und Anja Huber zwei Deutsche. Huber war zwar als Schnellste gestartet, hatte jedoch auf der Strecke fast 0,4 Sekunden auf Amy Williams verloren. Weiter zurückfielen die dritte Deutsche Marion Trott sowie die Schweizer Olympiasiegerin von 2006, Maya Pedersen-Bieri, die zeitgleich die siebte Position belegten.

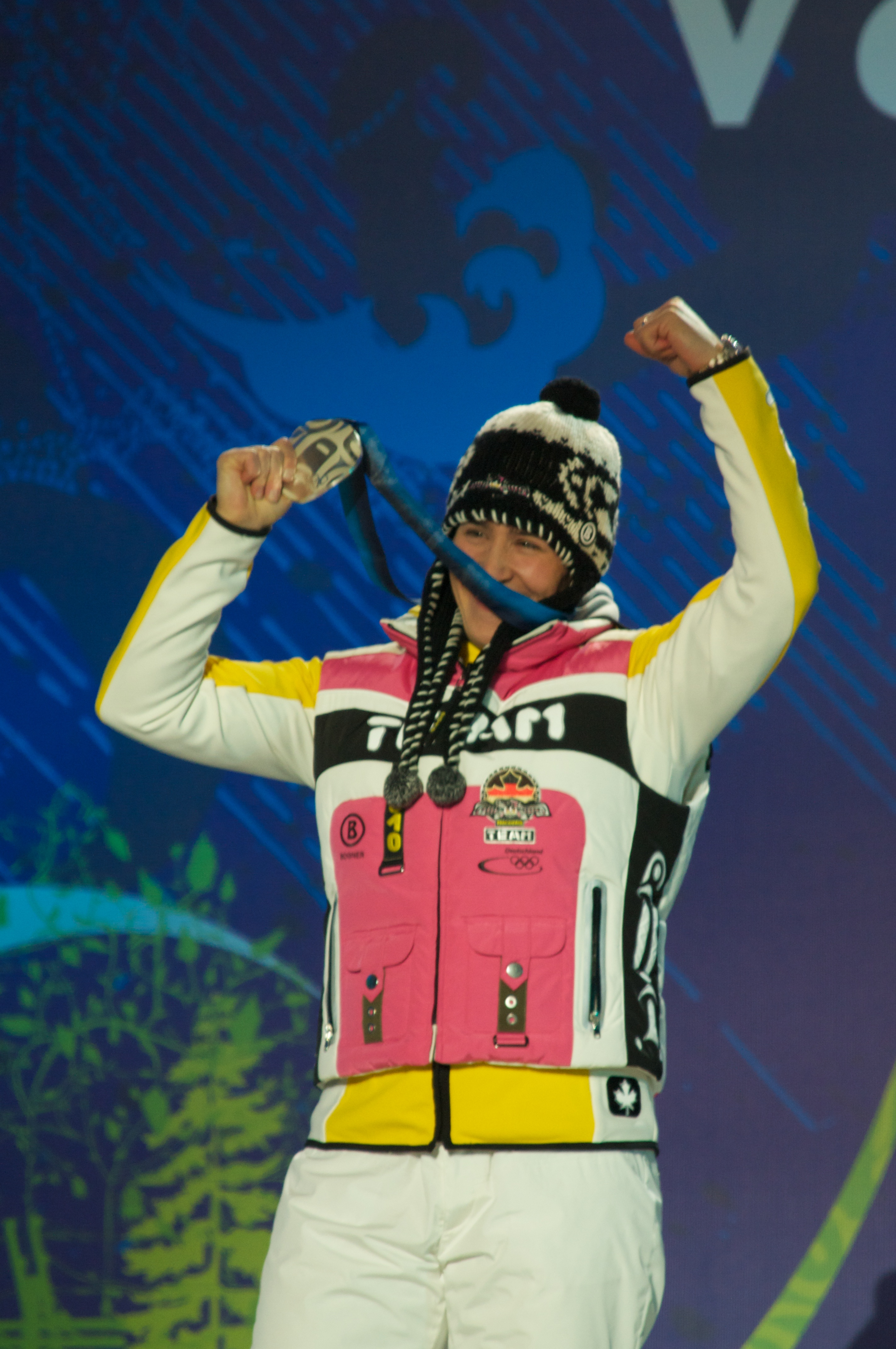
Kerstin Szymkowiak schob sich im zweiten Lauf auf den Silberrang und behielt diesen bis zum Ende des Wettkampfes.

Im zweiten Lauf, der um 17:40 Uhr Ortszeit begann, zeigte sich schon zu Beginn eine klare Abstufung. Die langsamsten sieben Sportlerinnen des ersten Durchgangs erreichten erneut die hintersten sieben Ränge, sodass zwischen der Zwölften Maya Pedersen-Bieri und dem 14. Platz eine Lücke von 1,75 Sekunden entstand. Dieser Zeitabstand war größer als der, der Pedersen-Bieri vom ersten Rang trennte. Zum hinteren Drittel gehörte auch die im Vorfeld als eher besser betrachtete Kanadierin Michelle Kelly, die es als frustrierend empfand, auf ihrer Heimbahn so viele Fehler zu machen. Shelley Rudman, Elfte nach dem ersten Lauf, holte dagegen auf und verbesserte sich um vier Positionen. Die Britin war trotzdem nicht zufrieden; schlimmer als im ersten Durchgang habe es nicht laufen können, auch im zweiten Lauf habe sie nicht so wie gewöhnlich fahren können. Andere Athleten, darunter auch die Schweizerin Pedersen-Bieri und die Deutsche Marion Trott, zeigten schlechtere Leistungen und fielen hinter Rudman zurück. Von den besten sieben Sportlerinnen waren fünf etwa gleich schnell, ihre Zeiten unterschieden sich nur um eine Zehntelsekunde. Lediglich Amy Gough, zunächst Zweitplatzierte, fiel nach dem zweiten Lauf deutlicher zurück. Sie verlor auf die Führenden fast 0,7 Sekunden und sah die Ursache darin, dass sie zu aggressiv gefahren sei. Dadurch habe sich der Schlitten zu sehr im Eis festgesetzt und die Geschwindigkeit sei gesunken. Mit dieser Ausnahme gab es an der Spitze keine Veränderungen. Amy Williams behauptete weiterhin ihre Führung, die neue Zweite Kerstin Szymkowiak zeigte den besten zweiten Durchgang, konnte aber auf Williams nur zwei Hundertstel aufholen. Mellisa Hollingsworth überholte neben ihrer Teamkollegin Gough auch noch knapp Anja Huber und setzte sich so an Position drei.
Nach den ersten beiden Läufen war anders als bei den Männern keine Vorentscheidung gefallen. Vier Athletinnen waren innerhalb einer halben Sekunde Rückstand platziert und behielten Siegchancen. Dazu gehörte auch Mitfavoritin Mellisa Hollingsworth, die mit ihrem dritten Rang enttäuscht war. Allerdings könne man gerade auf dieser Strecke ein paar Zehntelsekunden noch gut aufholen, daher sei das Rennen weiterhin eng. Die mit 0,3 Sekunden führende Britin Williams erklärte, sie habe zwar Fehler gemacht, alle anderen aber auch. Jetzt werde sie das Rennen per Video analysieren und versuchen, ihre Schwachpunkte zu korrigieren. Gegen ihre Führung wurde kurz nach dem ersten Wettkampftag Protest des US-amerikanischen Teams eingelegt: Der Helm der Britin verfüge über unerlaubte Windabweiser. Mit der Begründung, dass die Abweiser integraler Bestandteil des Helmes seien, wurde der Einspruch abgewiesen.

| Platz | Athletin              | Land | 1. DG Laufzeit (Platz) | 1. DG Startzeit (Platz) | 2. DG Laufzeit (Platz) | 2. DG Startzeit (Platz) | Gesamtzeit  |
| ----- | --------------------- | ---- | ---------------------- | ----------------------- | ---------------------- | ----------------------- | ----------- |
| 1     | Amy Williams          | GBR  | 53,83 s 0(1.)          | 4,95 s 0(3.)            | 54,13 s 0(2.)          | 4,96 s 0(2.)            | 1:47,96 min |
| 2     | Kerstin Szymkowiak    | GER  | 54,15 s 0(3.)          | 5,04 s 0(9.)            | 54,11 s 0(1.)          | 5,00 s 0(5.)            | 1:48,26 min |
| 3     | Mellisa Hollingsworth | CAN  | 54,18 s 0(5.)          | 5,05 s (10.)            | 54,17 s 0(3.)          | 5,04 s (10.)            | 1:48,35 min |
| 4     | Anja Huber            | GER  | 54,17 s 0(4.)          | 4,90 s 0(1.)            | 54,21 s 0(4.)          | 4,97 s 0(3.)            | 1:48,38 min |
| 5     | Noelle Pikus-Pace     | USA  | 54,30 s 0(7.)          | 5,12 s (15.)            | 54,21 s 0(4.)          | 5,11 s (14.)            | 1:48,51 min |
| 6     | Emma Lincoln-Smith    | AUS  | 54,28 s 0(6.)          | 5,01 s 0(7.)            | 54,41 s 0(7.)          | 5,00 s 0(5.)            | 1:48,69 min |
| 7     | Shelley Rudman        | GBR  | 54,66 s (11.)          | 5,03 s 0(8.)            | 54,26 s 0(6.)          | 5,01 s 0(8.)            | 1:48,92 min |
| 7     | Amy Gough             | CAN  | 54,14 s 0(2.)          | 5,10 s (14.)            | 54,78 s (11.)          | 5,08 s (11.)            | 1:48,92 min |
| 9     | Katie Uhlaender       | USA  | 54,51 s 0(8.)          | 4,94 s 0(2.)            | 54,53 s 0(9.)          | 4,95 s 0(1.)            | 1:49,02 min |
| 10    | Marion Trott          | GER  | 54,53 s 0(9.)          | 5,19 s (18.)            | 54,53 s 0(9.)          | 5,21 s (17.)            | 1:49,06 min |
| 11    | Melissa Hoar          | AUS  | 54,73 s (12.)          | 5,16 s (17.)            | 54,48 s 0(8.)          | 5,21 s (17.)            | 1:49,21 min |
| 12    | Maya Pedersen-Bieri   | SUI  | 54,53 s 0(9.)          | 5,05 s (10.)            | 54,83 s (12.)          | 5,08 s (11.)            | 1:49,36 min |
| 13    | Michelle Kelly        | CAN  | 54,73 s (12.)          | 5,08 s (12.)            | 55,49 s (15.)          | 5,08 s (11.)            | 1:50,22 min |
| 14    | Costanza Zanoletti    | ITA  | 55,48 s (15.)          | 4,97 s 0(4.)            | 55,63 s (16.)          | 5,03 s 0(9.)            | 1:51,11 min |
| 15    | Jelena Judina         | RUS  | 55,42 s (14.)          | 5,08 s (12.)            | 56,06 s (18.)          | 5,14 s (15.)            | 1:51,48 min |
| 16    | Desirée Bjerke        | NOR  | 56,48 s (18.)          | 5,20 s (19.)            | 55,28 s (13.)          | 5,31 s (19.)            | 1:51,76 min |
| 17    | Tionette Stoddard     | NZL  | 55,85 s (16.)          | 4,99 s 0(5.)            | 55,93 s (17.)          | 4,98 s 0(4.)            | 1:51,78 min |
| 18    | Swetlana Trunowa      | RUS  | 56,47 s (17.)          | 4,99 s 0(5.)            | 55,32 s (14.)          | 5,00 s 0(5.)            | 1:51,79 min |
| 19    | Maria Mazilu          | ROM  | 57,10 s (19.)          | 5,15 s (16.)            | 57,03 s (19.)          | 5,18 s (16.)            | 1:54,13 min |
| DSQ   | Nozomi Komuro         | JPN  | disqualifiziert        | –                       | –                      | –                       | –           |

### Dritter und vierter Lauf
| Platz | Land | Sportlerin            | Zeit (min) |
| ----- | ---- | --------------------- | ---------- |
| 1     | GBR  | Amy Williams          | 3:35,64    |
| 2     | GER  | Kerstin Szymkowiak    | 3:36,20    |
| 3     | GER  | Anja Huber            | 3:36,36    |
| 4     | USA  | Noelle Pikus-Pace     | 3:36,46    |
| 5     | CAN  | Mellisa Hollingsworth | 3:36,60    |
| 6     | GBR  | Shelley Rudman        | 3:36,69    |
| 7     | CAN  | Amy Gough             | 3:37,01    |
| 8     | GER  | Marion Trott          | 3:37,11    |
| 9     | SUI  | Maya Pedersen-Bieri   | 3:37,51    |
| 10    | AUS  | Emma Lincoln-Smith    | 3:37,63    |

Datum: 19. Februar 2010 – 15:45 Uhr (0:45 Uhr MEZ, 3. Lauf) – 16:55 Uhr (1:55 Uhr MEZ, 4. Lauf)
Im Gegensatz zum Männerwettkampf reduzierte sich das Feld zum zweiten Renntag nicht noch einmal; so blieb es bei der Starterzahl von 19 Athletinnen. Den dritten Lauf eröffnete die britische Führende Amy Williams, die ihre Spitzenposition mit einem neuen Bahnrekord von 53,68 Sekunden weiter absicherte. Ihr Vorsprung auf die neue Zweitplatzierte Mellisa Hollingsworth wuchs damit an auf mehr als eine halbe Sekunde. Die unmittelbar hinter Williams klassierten Athletinnen lagen enger beieinander. Kerstin Szymkowiak verlor eine Zehntelsekunde und ihren zweiten Zwischenrang an Hollingsworth-Richards, lag jedoch insgesamt nur 0,01 Sekunden hinter der Kanadierin. Auch auf den weiteren Plätzen betrugen die Abstände nur wenige Zehntelsekunden, sodass nach dem dritten Lauf fünf Fahrerinnen in Reichweite der Medaillen platziert waren. Neben Williams, Hollingsworth-Richards und Szymkowiak waren dies die US-Amerikanerin Noelle Pikus-Pace sowie Szymkowiaks Teamkollegin Anja Huber. Während Pikus-Pace im vorletzten Durchgang ihren Rückstand verkürzen konnte, fiel Huber leicht zurück und lag nun etwa drei Zehntelsekunden hinter dem Silberrang. Von den weiter zurückgefallenen Pilotinnen war die dritte Deutsche Marion Trott die beste, die sich mit der drittbesten Laufzeit vom zehnten auf den achten Rang verbesserte. Dagegen fiel Emma Lincoln-Smith aus Australien, die nach dem ersten Tag auf dem sechsten Platz platziert gewesen war, um drei Ränge zurück. Im Nachhinein erklärte sie, sie habe vor den entscheidenden zwei Durchgängen auf eine Medaille gehofft, ein Fehler in der fünften Kurve des dritten Laufes habe sie dann jedoch ein besseres Ergebnis gekostet.
Der finale Lauf wurde wie schon der zweite Durchgang in der umgekehrten Reihenfolge des Zwischenklassements gestartet. Dadurch fiel die Entscheidung erst bei den letzten Athletinnen, die ins Rennen gingen. Zuvor absolvierten die abgeschlagenen Pilotinnen ihren letzten olympischen Durchgang. Davon war die Olympiasiegerin von 2006, die Schweizerin Maya Pedersen-Bieri, die erste, die sich mit einer Zeit von unter 54 Sekunden deutlich verbessern konnte. Dank dieser drittschnellsten Marke des letzten Laufes erreichte sie zumindest die Top Ten und überholte als Neunte unter anderem die zweifache Gesamtweltcupsiegerin Katie Uhlaender. Noch besser fuhr die Britin Shelley Rudman, die in 53,82 Sekunden den kurz zuvor von ihrer Landsfrau Amy Williams aufgestellten Streckenrekord nur knapp verpasste. Rudman verpasste als Sechste dennoch die angestrebten Medaillenränge, konnte aber an Amy Gough aus Kanada vorbeiziehen. Entscheidend für die Vergabe von Gold, Silber und Bronze waren die letzten fünf Starterinnen. Zunächst ging Anja Huber ins Rennen, die sich ihrer eigenen Aussage zufolge bereits nach dem dritten Lauf „von allen Medaillenträumen verabschiedet hatte“ und im letzten Durchgang „nur noch Spaß haben wollte“. Ihr gelang eine ähnlich gute Zeit wie kurz zuvor Rudman. Diese reichte aus, um die unmittelbar danach startende Noelle Pikus-Pace zu überholen. Die US-Amerikanerin zog dabei vor allem aus ihrem etwa schlechteren Start einen Nachteil, den sie auf der Strecke nicht ausgleichen konnte. Eine nahezu gleich schnelle Zeit wie die von Pikus-Pace genügte Kerstin Szymkowiak, um den Platz vor ihrer Mannschaftskameradin Huber zu behalten. Damit stand ein Medaillenerfolg Szymkowiaks sicher fest – zugleich der erste, den je eine Deutsche im Skeleton erreichte.
Am Start warteten nun lediglich noch Mellisa Hollingsworth und Amy Williams. Während die Britin bereits einen deutlichen Vorsprung in den letzten Lauf mitgenommen hatte, betrug Hollingsworth-Richards’ Abstand auf Szymkowiak nur eine Hundertstelsekunde. Dieser wuchs nach einem guten Start zunächst an, ehe die Kanadierin zur Laufmitte hin mehrere Fehler einbaute: Als sie durch die langgezogene Linkskurve im Turn 6 fuhr, drückten sie die Beschleunigungskräfte an die Innenbande des Whistler Sliding Centres. Das Gleiche geschah in der darauffolgenden Kurve, dem sogenannten Lueders Loop – dort war bereits der kanadische Bobpilot Pierre Lueders im Training gestürzt. Im Turn 7 verlor Hollingsworth-Richards schließlich aufgrund weiterer Bandenberührungen an Geschwindigkeit und Dynamik. Insgesamt kosteten diese Fehler die Kanadierin fast eine halbe Sekunde, die sie auf Kerstin Szymkowiak verlor. Ins Ziel kam sie mit einem deutlichen Rückstand und auf dem zwischenzeitlich vierten Rang, womit auch Anja Huber eine Medaille sicher hatte. Im Gegensatz zu Hollingsworth-Richards zeigte Amy Williams auch im vierten und letzten Durchgang ein souveränes Rennen. Mit der viertbesten Laufzeit baute sie ihren Vorsprung noch um ein kleines Stück auf 0,56 Sekunden aus und wurde erste britische Olympiasiegerin dieser Spiele.

| Platz | Athletin              | Land | 1.+2. DG (Platz)  | 3. DG Laufzeit (Platz) | 3. DG Startzeit (Platz) | 4. DG Laufzeit (Platz) | 4. DG Startzeit (Platz) | Gesamtzeit  |
| ----- | --------------------- | ---- | ----------------- | ---------------------- | ----------------------- | ---------------------- | ----------------------- | ----------- |
| 1     | Amy Williams          | GBR  | 1:47,96 min 0(1.) | 53,68 s 0(1.)          | 5,00 s 0(4.)            | 54,00 s 0(4.)          | 4,94 s 0(2.)            | 3:35,64 min |
| 2     | Kerstin Szymkowiak    | GER  | 1:48,26 min 0(2.) | 53,91 s 0(5.)          | 5,01 s 0(6.)            | 54,03 s 0(5.)          | 4,96 s 0(5.)            | 3:36,20 min |
| 3     | Anja Huber            | GER  | 1:48,38 min 0(4.) | 54,10 s 0(8.)          | 5,07 s (13.)            | 53,88 s 0(2.)          | 5,03 s (12.)            | 3:36,36 min |
| 4     | Noelle Pikus-Pace     | USA  | 1:48,51 min 0(5.) | 53,88 s 0(3.)          | 5,07 s (13.)            | 54,07 s 0(6.)          | 5,06 s (13.)            | 3:36,46 min |
| 5     | Mellisa Hollingsworth | CAN  | 1:48,35 min 0(3.) | 53,81 s 0(2.)          | 5,02 s 0(8.)            | 54,44 s (11.)          | 4,93 s 0(1.)            | 3:36,60 min |
| 6     | Shelley Rudman        | GBR  | 1:48,92 min 0(7.) | 53,95 s 0(7.)          | 5,01 s 0(6.)            | 53,82 s 0(1.)          | 4,99 s 0(9.)            | 3:36,69 min |
| 7     | Amy Gough             | CAN  | 1:48,92 min 0(7.) | 53,92 s 0(6.)          | 5,05 s (10.)            | 54,17 s 0(7.)          | 4,99 s 0(9.)            | 3:37,01 min |
| 8     | Marion Trott          | GER  | 1:49,06 min (10.) | 53,88 s 0(3.)          | 5,18 s (17.)            | 54,17 s 0(7.)          | 5,18 s (17.)            | 3:37,11 min |
| 9     | Maya Pedersen-Bieri   | SUI  | 1:49,36 min (12.) | 54,24 s 0(9.)          | 5,05 s (10.)            | 53,91 s 0(3.)          | 5,02 s (11.)            | 3:37,51 min |
| 10    | Emma Lincoln-Smith    | AUS  | 1:48,69 min 0(6.) | 54,54 s (11.)          | 5,02 s 0(8.)            | 54,40 s (10.)          | 4,97 s 0(6.)            | 3:37,63 min |
| 11    | Katie Uhlaender       | USA  | 1:49,02 min 0(9.) | 54,54 s (11.)          | 4,96 s 0(2.)            | 54,35 s 0(9.)          | 4,97 s 0(6.)            | 3:37,93 min |
| 12    | Melissa Hoar          | AUS  | 1:49,21 min (11.) | 54,48 s (10.)          | 5,16 s (16.)            | 54,53 s (12.)          | 5,11 s (15.)            | 3:38,22 min |
| 13    | Michelle Kelly        | CAN  | 1:50,22 min (13.) | 55,56 s (18.)          | 5,06 s (12.)            | 55,01 s (14.)          | 5,10 s (14.)            | 3:40,79 min |
| 14    | Tionette Stoddard     | NZL  | 1:51,78 min (17.) | 55,02 s (13.)          | 5,00 s 0(4.)            | 54,89 s (13.)          | 4,95 s 0(3.)            | 3:41,69 min |
| 15    | Costanza Zanoletti    | ITA  | 1:51,11 min (14.) | 55,38 s (16.)          | 4,99 s 0(3.)            | 55,31 s (17.)          | 4,97 s 0(6.)            | 3:41,80 min |
| 16    | Swetlana Trunowa      | RUS  | 1:51,79 min (18.) | 55,23 s (14.)          | 4,93 s 0(1.)            | 55,17 s (15.)          | 4,95 s 0(3.)            | 3:42,19 min |
| 17    | Desirée Bjerke        | NOR  | 1:51,76 min (16.) | 55,34 s (15.)          | 5,25 s (19.)            | 55,26 s (16.)          | 5,20 s (18.)            | 3:42,36 min |
| 18    | Jelena Judina         | RUS  | 1:51,48 min (15.) | 55,54 s (17.)          | 5,12 s (15.)            | 55,77 s (18.)          | 5,11 s (15.)            | 3:42,79 min |
| 19    | Maria Mazilu          | ROM  | 1:54,13 min (19.) | 58,14 s (19.)          | 5,18 s (17.)            | 57,65 s (19.)          | 5,25 s (19.)            | 3:49,92 min |
| DSQ   | Nozomi Komuro         | JPN  | disqualifiziert   | –                      | –                       | –                      | –                       | –           |

### Reaktionen

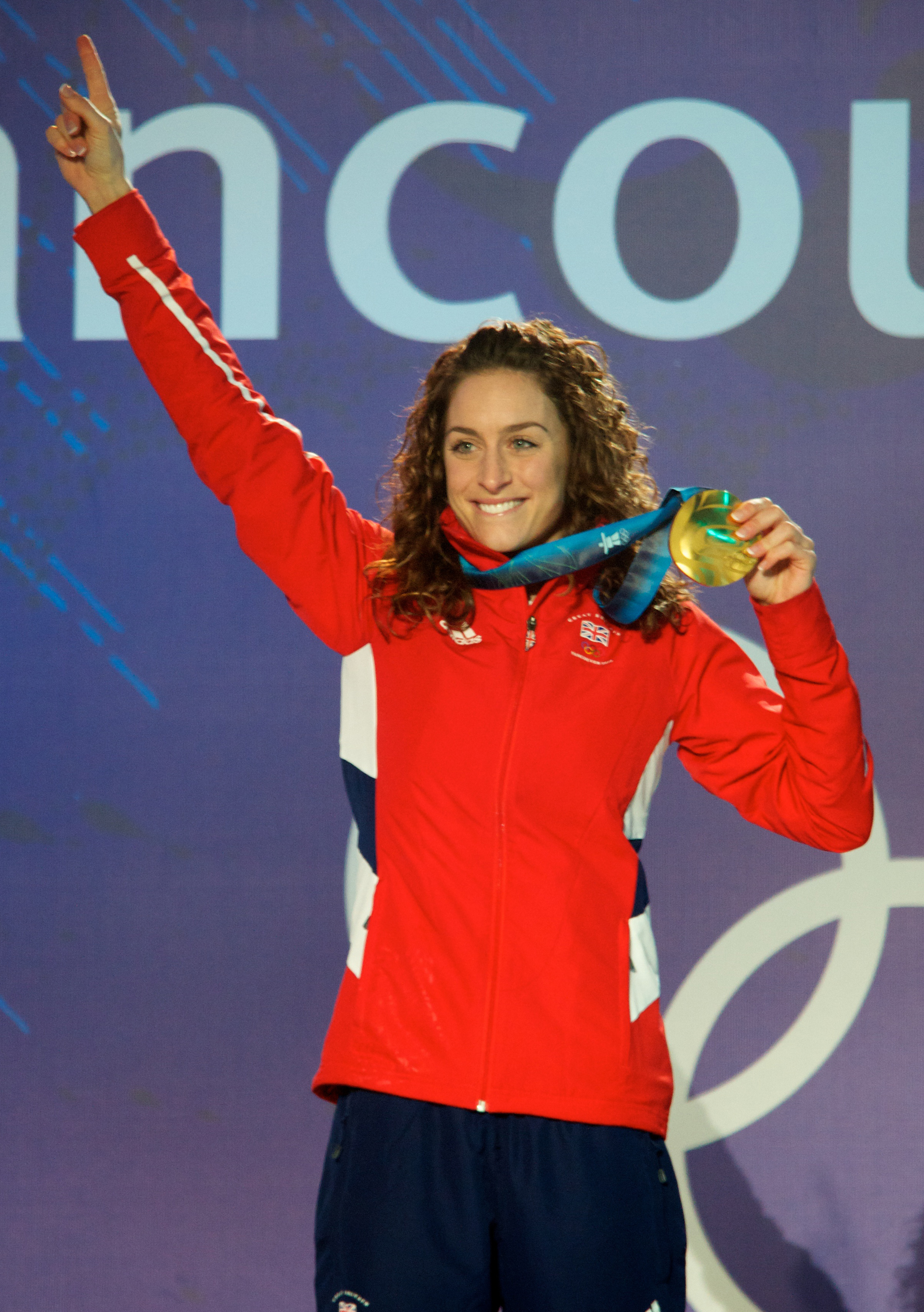
Die britische Olympiasiegerin Amy Williams bei der Siegerehrung

Ein besonders häufig angesprochenes Thema für das Frauenrennen war das schlechte Abschneiden der Favoritin Melissa Hollingsworth-Richards, die im Ziel in Tränen ausbrach und sagte: „Ich weiß, dass mich meine Freunde und meine Familie trotzdem lieben. Aber ich muss mich bei meinem Land entschuldigen. In mich wurde so viel investiert. Ich hatte alles, was es brauchte, um gewinnen zu können.“ Dennoch ergriff sie im Ziel zunächst die kanadische Flagge, um ihren Landsleuten zu zeigen, dass sie nicht aufgebe und weiterhin an zukünftige Erfolge glaube. Gleichzeitig gab sie bekannt, dass sie nicht mit diesen Läufen ihre Karriere beenden wolle und ihr neues Ziel deshalb die Olympischen Winterspiele 2014 in Sotschi seien. In der Öffentlichkeit wurde der fünfte Rang der Sieganwärterin, die häufig bekräftigt hatte, auch mit der Silbermedaille nicht zufrieden zu sein, und insbesondere ihre Äußerungen als beunruhigendes Signal angesehen. Dadurch werde der Druck deutlich, den die Sportler getragen hätten, nachdem die Kampagne Own the Podium ins Leben gerufen worden war, die Kanada auf den ersten Rang des Medaillenspiegels führen sollte. Dass Sportler wie Hollingsworth-Richards nach eher enttäuschenden Leistungen am Boden zerstört seien, entspräche nicht dem Sinn der Spiele. Der Kommentator der Zeitung The Province, Ed Willisis, forderte: „Jemand sollte sich dafür entschuldigen, was hier passiert. Aber es sind nicht unsere Athleten.“ Die US-Amerikanerin Katie Uhlaender, die als Elfte unter den Erwartungen geblieben war, erklärte, sie freue sich darüber, dass Hollingsworth-Richards vom Podium zurückgefallen sei. Sie kritisierte die kanadischen Organisatoren stark, da ihr nicht gefallen habe, wie diese das Eis geschnitten hatten.
Andere Sportler äußerten sich bezüglich der Strecke gegenteilig. Uhlaenders Teamkollegin Noelle Pikus-Pace meinte, der Kurs sei „unglaublich“ gewesen und so „glatt wie eine Wasserrutsche“. Auch Anja Huber meinte, sie liebe diese Bahn. Zudem sei sie „superhappy“, dass sie eine Medaille gewonnen habe. Ihre Teamkollegin Kerstin Szymkowiak fand ebenfalls, die Silbermedaille sei „eine schöne Belohnung für die ganzen Mühen“. Die überraschende Goldmedaillengewinnerin Amy Williams, die von vielen Konkurrentinnen als die beste Athletin des Feldes anerkannt wurde, erklärte zunächst, sie könne es noch gar nicht glauben; es habe noch nicht Klick gemacht. Alles sei zum rechten Zeitpunkt perfekt zusammengelaufen. Sie sei ohne Druck gestartet, da es für sie schon ein Erfolg gewesen sei, bei den Spielen dabei zu sein.

## Rücktritte

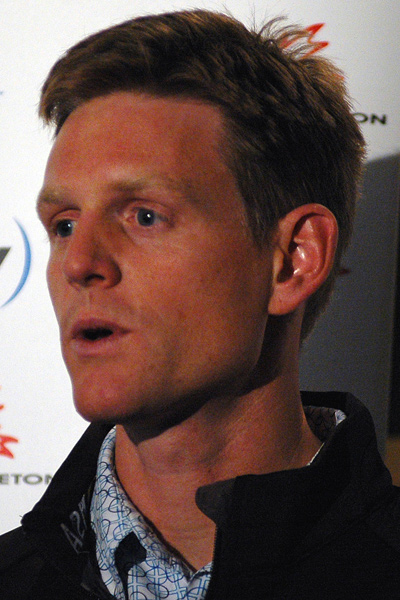
Jeff Pain beendete seine Karriere.

Da Olympische Spiele grundsätzlich als Höhepunkt der jeweiligen Olympiade gelten, beenden häufig Sportler nach den Spielen ihre Karriere. Auch nach Vancouver 2010 traten mehrere Skeletonpiloten zurück, die zuvor größere Erfolge gefeiert hatten. Zu diesen zählte der Kanadier Jeff Pain, der 2006 die olympische Silbermedaille hinter seinem Landsmann Duff Gibson gewonnen hatte. Auch der 45 Jahre alte Japaner Kazuhiro Koshi, der zweimal im Weltcup triumphiert hatte, erklärte seinen Rücktritt, nachdem er bei seinen dritten Olympischen Winterspielen den zwanzigsten Platz belegt hatte.
Bei den Frauen trat die 27-jährige US-Amerikanerin Noelle Pikus-Pace zurück, die 2006 die Olympiaqualifikation noch knapp verpasst hatte und 2010 im letzten Rennen ihrer Laufbahn nur um eine Zehntelsekunde an einer Medaille vorbeifuhr. Dennoch war die US-Amerikanerin überaus zufrieden mit den olympischen Rennen und zog für ihre Karriere das Fazit: „Es war ein langer Weg hierher, ich habe Turin verpasst, wurde von einem Bob überfahren und bekam ein Baby. Aber ich könnte nicht glücklicher sein über das, was in den letzten zwei Tagen passiert ist.“ Zehn Jahre älter als Pikus-Pace war Maya Pedersen-Bieri, die 2006 Olympiasiegerin geworden war und seit 1997 zu den besten Athletinnen im Weltcup gehörte. Auch sie trat, wie schon vor den Olympischen Spielen angekündigt, zurück, um sich auf ihr Familienleben zu konzentrieren und um als Lehrerin zu arbeiten. Kurzfristig erklärte Silbermedaillengewinnerin Kerstin Szymkowiak ihr Karriereende. Die Deutsche, die ihr zwölf Jahre andauerndes Sportstudium beenden wollte, sagte dazu, sie nutze den Höhepunkt ihrer Karriere, um sie in voller Zufriedenheit zu beenden. Der Entschluss werde dadurch erleichtert, dass sie in beiden Beinen Arthrose habe und bisher nicht optimal vermarktet wurde.